# Наньцзин (уезд)
Наньцзи́н (кит. упр. 南靖, пиньинь Nánjìng) — уезд городского округа Чжанчжоу провинции Фуцзянь (КНР). Власти уезда базируются в посёлке Шаньчэн. 

## История
В эпоху Южных и северных династий, когда эти места находились в составе южной империи Лян, здесь существовал уезд Ланьшуй (兰水县). После объединения китайских земель в империю Суй Ланьшуй был в 592 году присоединён к уезду Лунси.
Во времена империи Юань в 1321 году из смежных территорий уездов Лунси, Чжанпу и Лунъянь был создан уезд Наньшэн (南胜县). В 1356 году он был переименован в Наньцзин. Во времена империи Мин в 1517 году из смежных территорий уездов Наньцзин и Чжанпу был создан уезд Пинхэ.
Во время гражданской войны эти места были заняты войсками коммунистов лишь на её завершающем этапе, в конце 1949 — начале 1950 годов. В марте 1950 года был создан Специальный район Чжанчжоу (漳州专区), и уезд Наньцзин вошёл в его состав. В марте 1955 года Специальный район Чжанчжоу был переименован в Специальный район Лунси (龙溪专区). В сентябре 1970 года Специальный район Лунси был переименован в Округ Лунси (龙溪地区).
Постановлением Госсовета КНР от мая 1985 года округ Лунси был преобразован в городской округ Чжанчжоу.

## Население
Основное население Наньцзина составляют миньцы (главным образом хокло), говорящие на чжанчжоуском диалекте южноминьского языка. Также встречаются хакка, чаошаньцы, кантонцы и выходцы из Северного Китая, говорящие на путунхуа.

## Административное деление
Уезд делится на 11 посёлков:
- Куйян (Kuiyang, 奎洋镇)
- Луншань (Longshan, 龙山镇)
- Мэйлинь (Meilin, 梅林镇)
- Нанькэн (Nankeng, 南坑镇)
- Фэнтянь (Fengtian, 丰田镇)
- Хэси (Hexi, 和溪镇)
- Цзинчэн (Jingcheng, 靖城镇)
- Цзиньшань (Jinshan, 金山镇)
- Чуаньчан (Chuanchang, 船场镇)
- Шаньчэн (Shancheng, 山城镇)
- Шуян (Shuyang, 书洋镇)

## Экономика

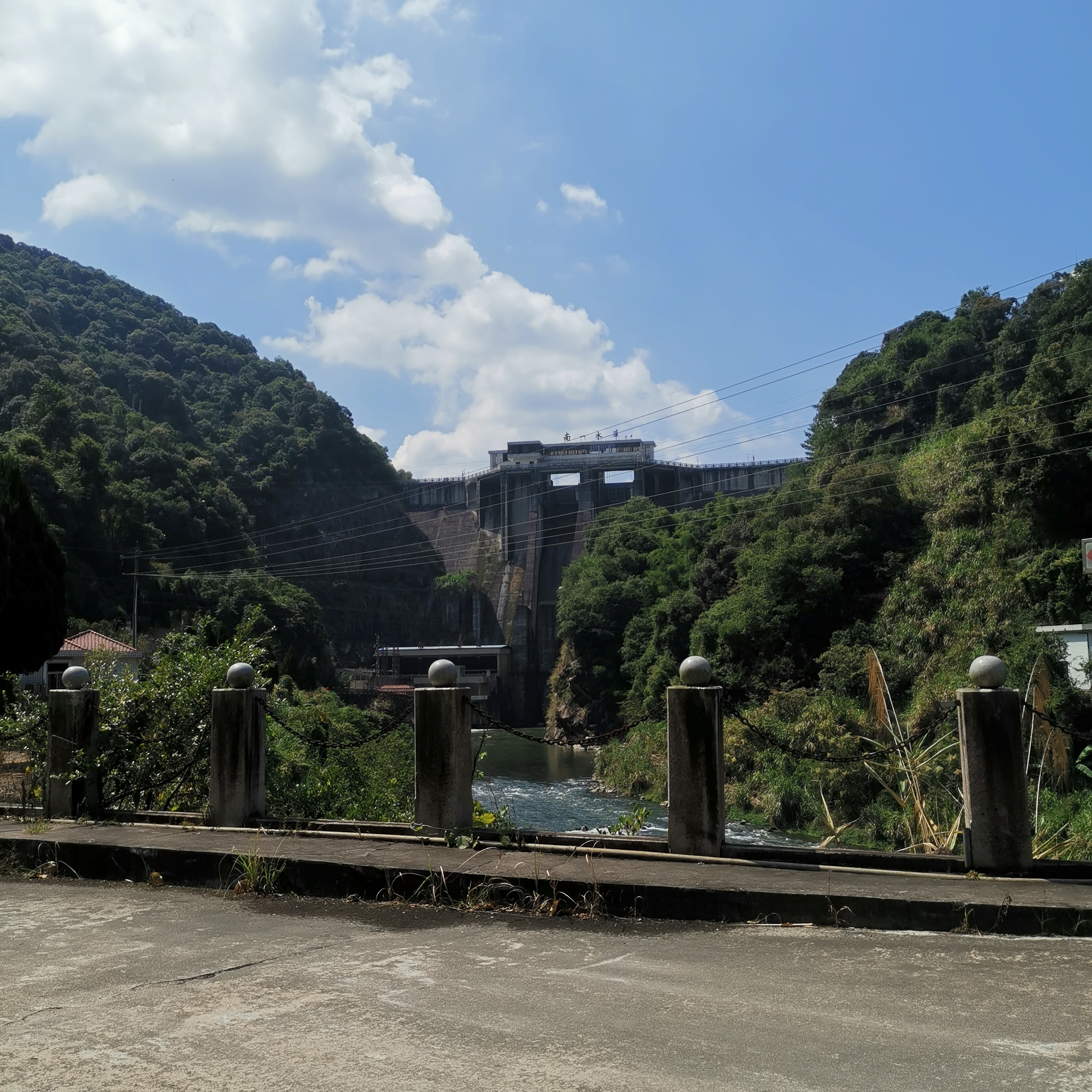
Плотина ГЭС Наньи

### Агробизнес
Наньцзин является крупнейшим в Южном Китае центром по выращиванию и сбыту декоративных орхидей. По состоянию на 2022 год в уезде насчитывалось более 2800 хозяйств по выращиванию свыше тысячи сортов орхидей; площадь земель под орхидеями превышала 285 га; годовой объём производства орхидей оценивался в более чем 1,5 млрд юаней; годовой объём онлайн-продаж орхидей из Наньцзина превышал 500 млн юаней (около половины от общего объема реализации орхидей в уезде).
Также в уезде выращивают рис, рапс, овощи, кофе и вишню, разводят курей, уток, свиней и пресноводную рыбу. Имеются большие тепличные хозяйства.

### Промышленность
В уезде развиты пищевая, текстильная и цементная промышленность, а также деревообработка.

### Энергетика
Основу энергетики Наньцзина составляет ГЭС Наньи, дамба которой образовала крупное водохранилище.

### Туризм

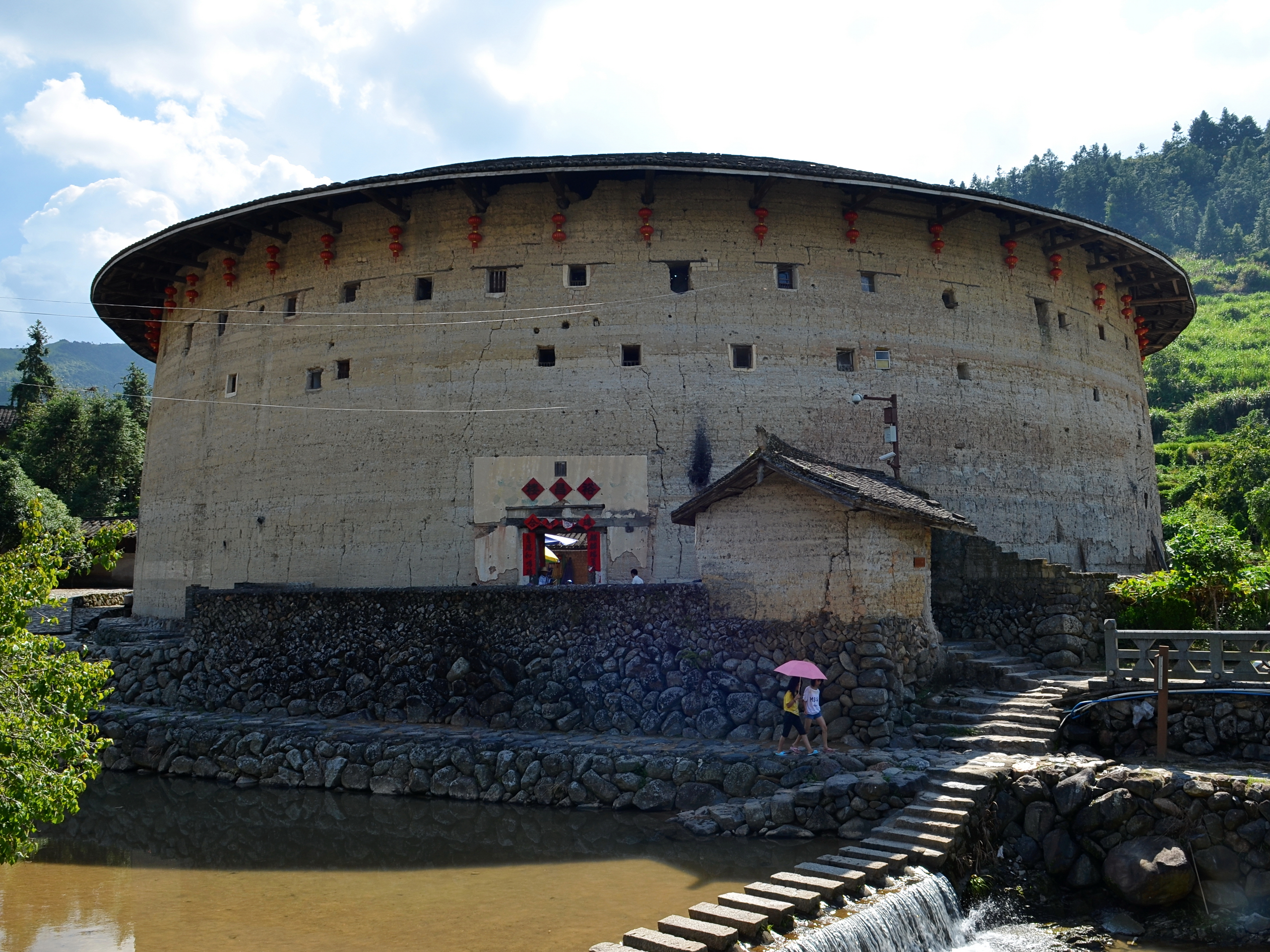
Тулоу снаружи
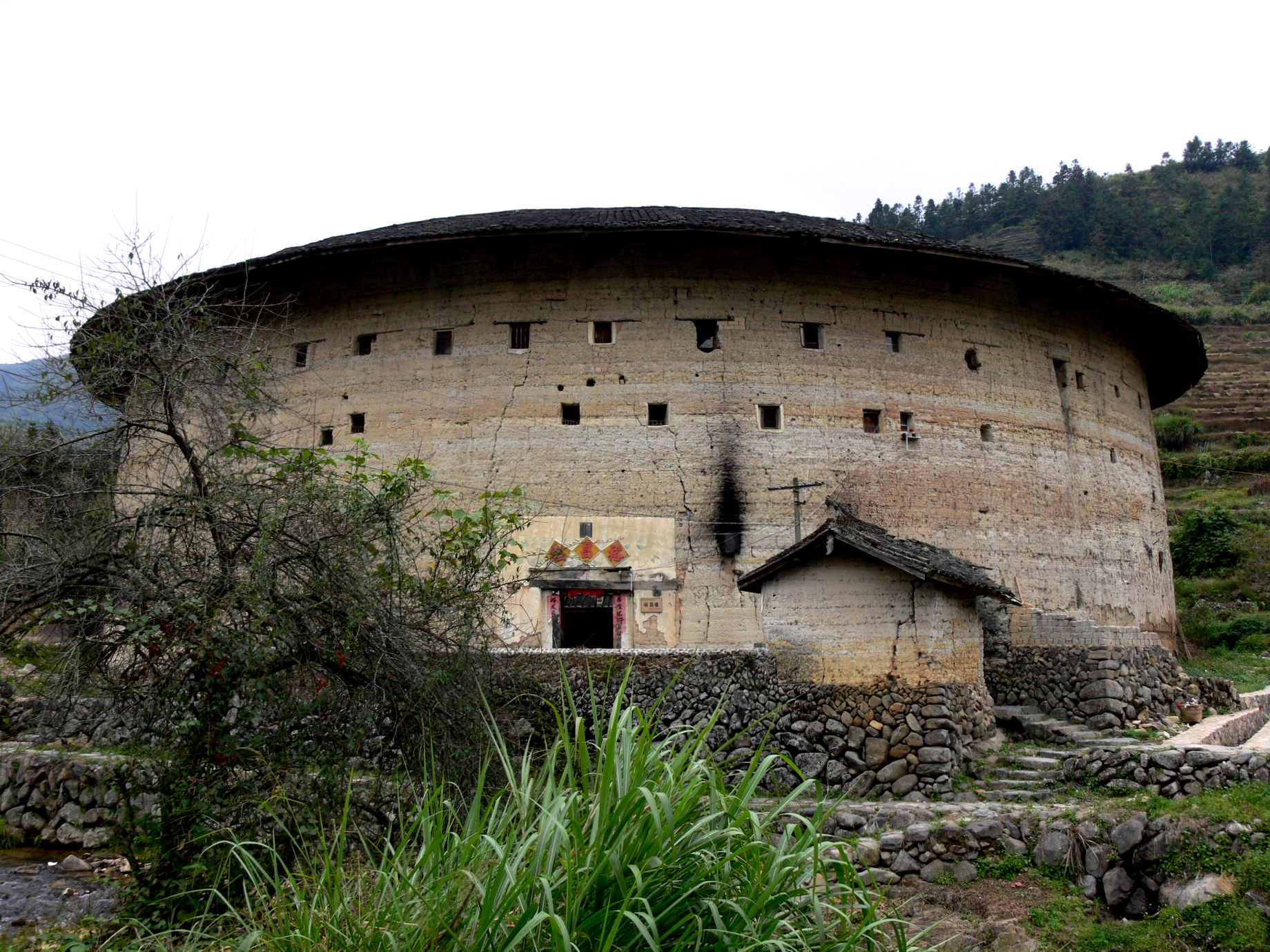
Тулоу снаружи
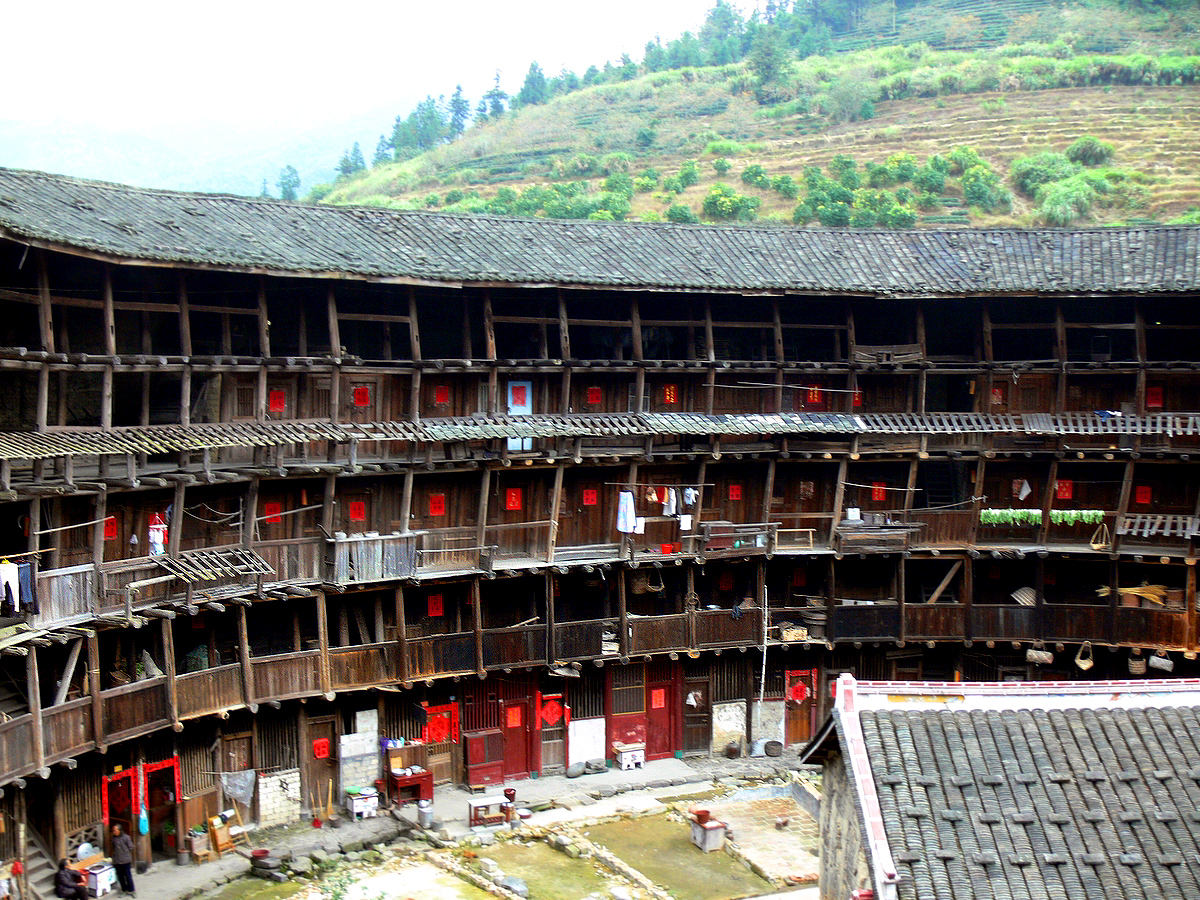
Тулоу внутри
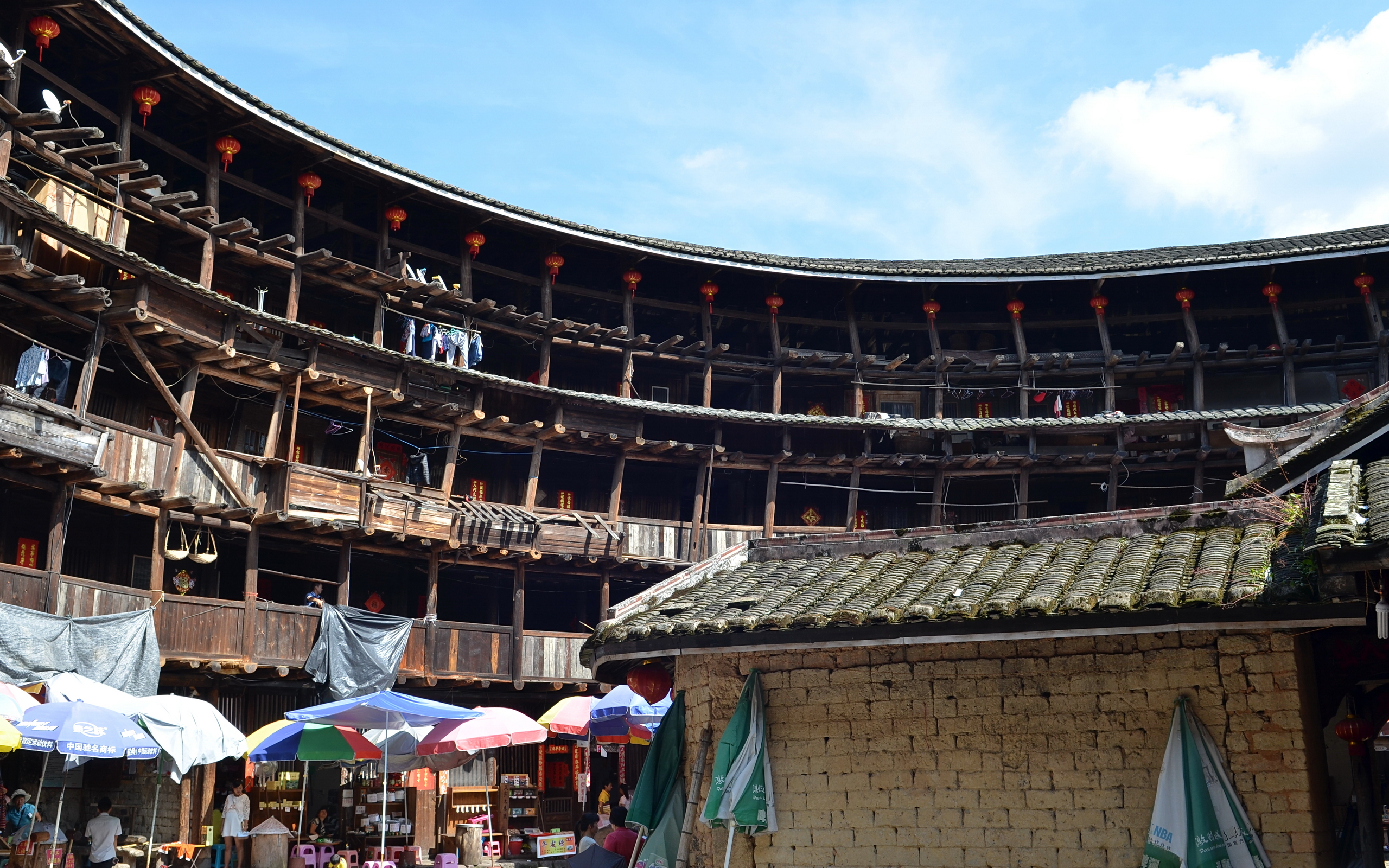
Тулоу внутри

Главной туристической достопримечательностью уезда Наньцзин являются укреплённые круглые и квадратные тулоу в деревнях Хэкэн, Тяньлокэн, Цюйцзян, Шицяо, Сябаньляо и Тася посёлка Шуян, а также несколько хорошо сохранившихся тулоу в деревнях Юньшуйяо и Хуайюань посёлка Мэйлинь. Они ежегодно привлекают миллионы китайских и иностранных туристов. Из 10 фуцзяньских тулоу, внесенных в список Всемирного наследия ЮНЕСКО, четыре находятся в уезде Наньцзин.
Хэкэн

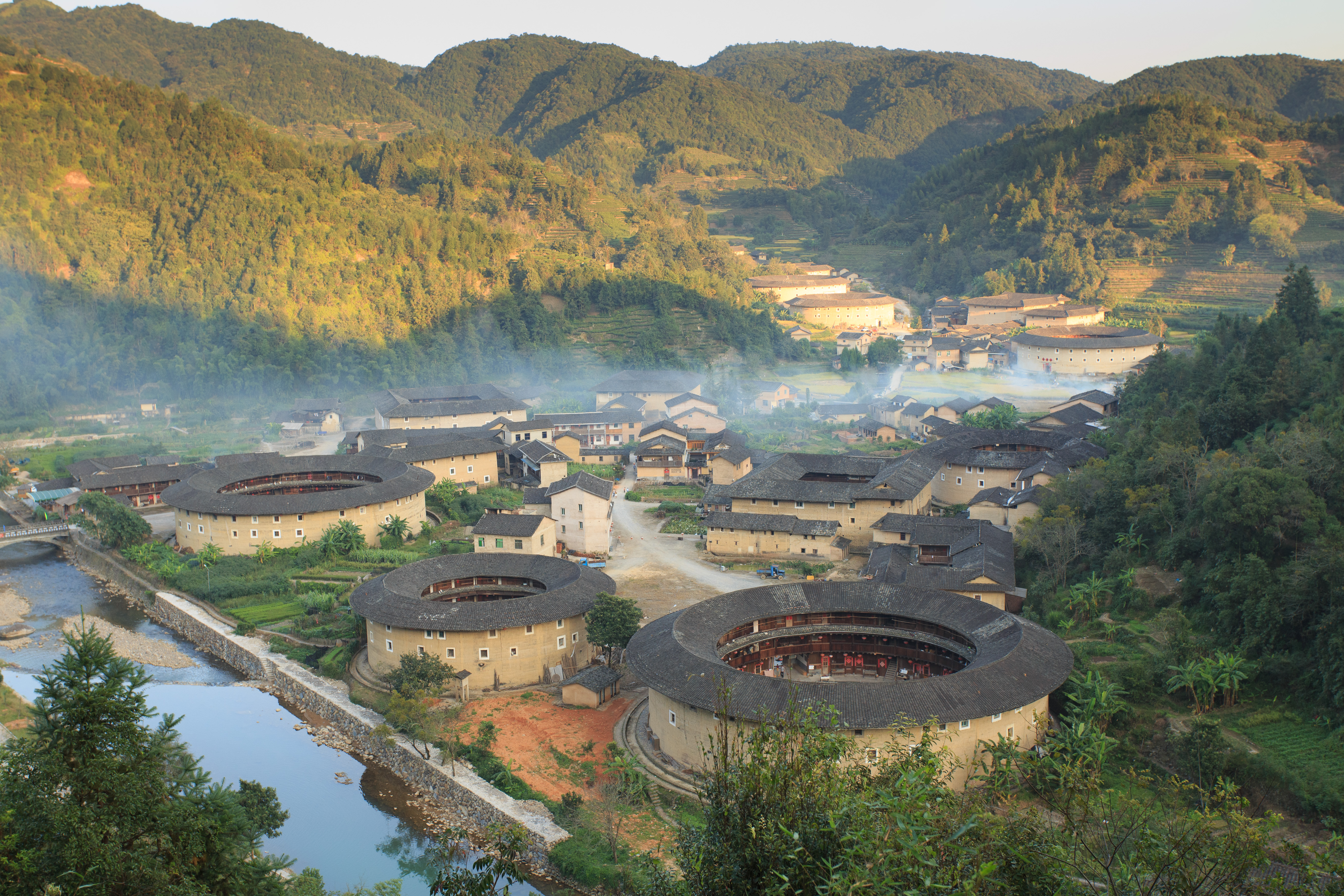
Панорама деревни
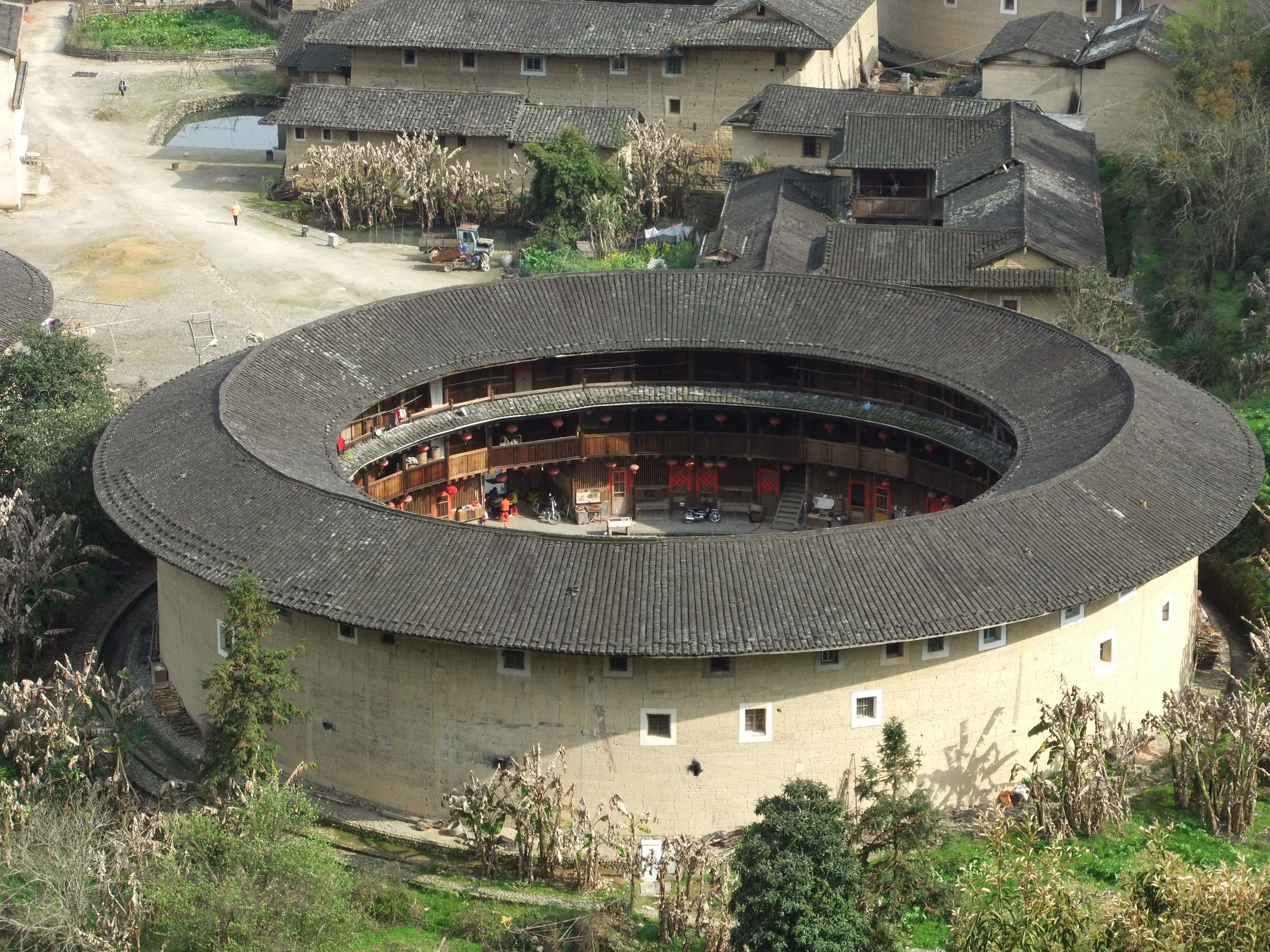
Тулоу сверху
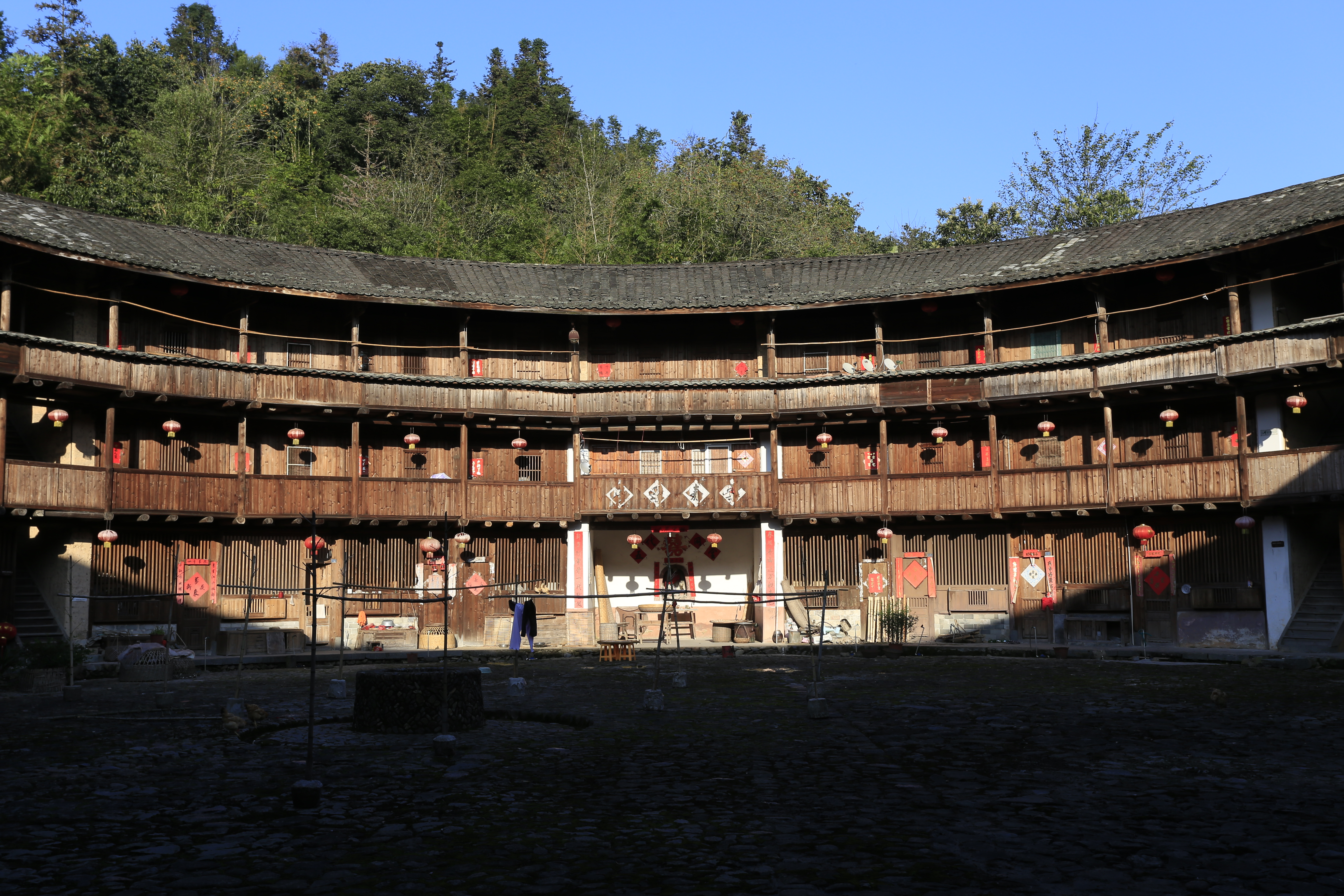
Тулоу внутри
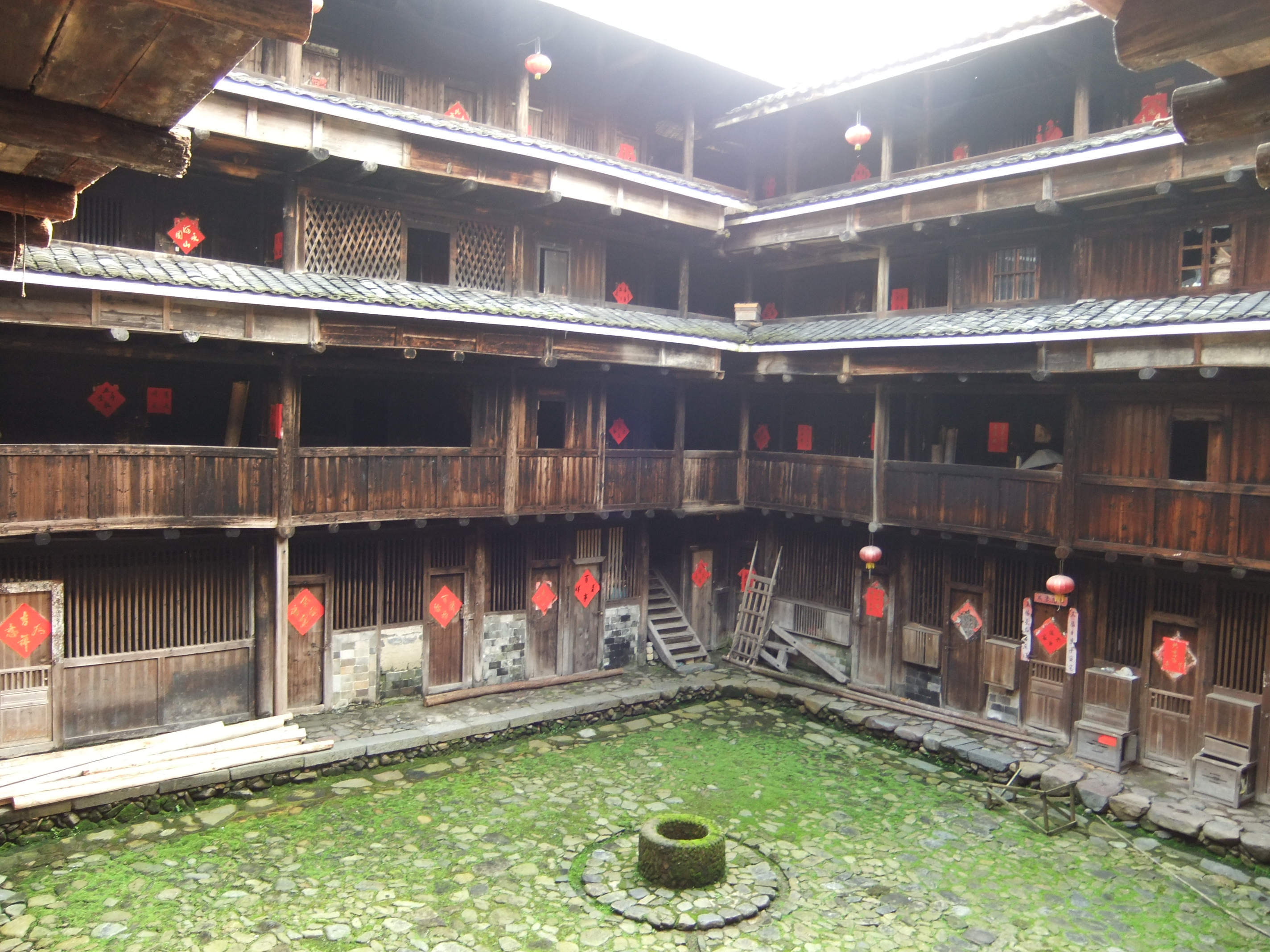
Тулоу внутри
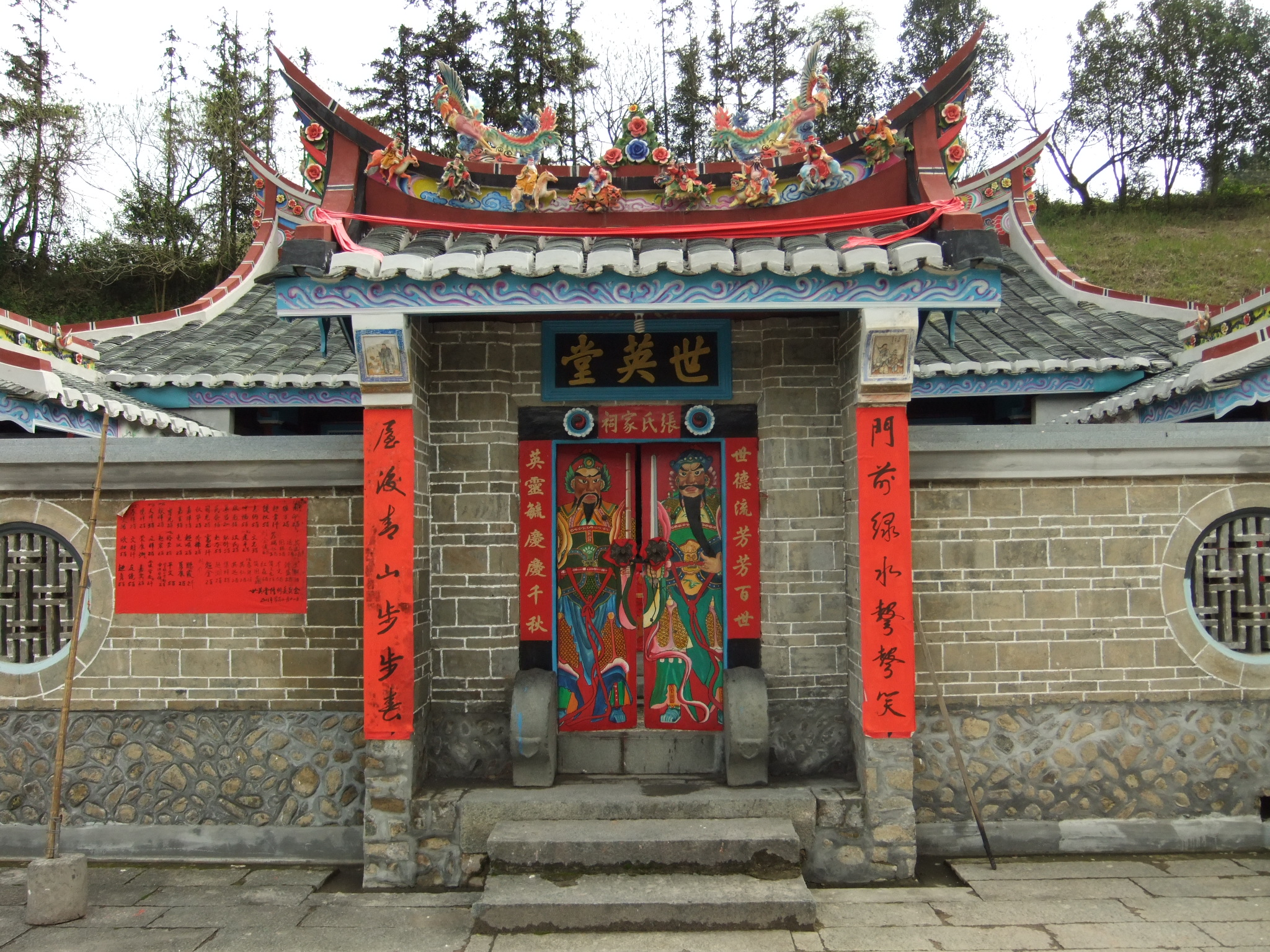
Деревенский храм

Тяньлокэн

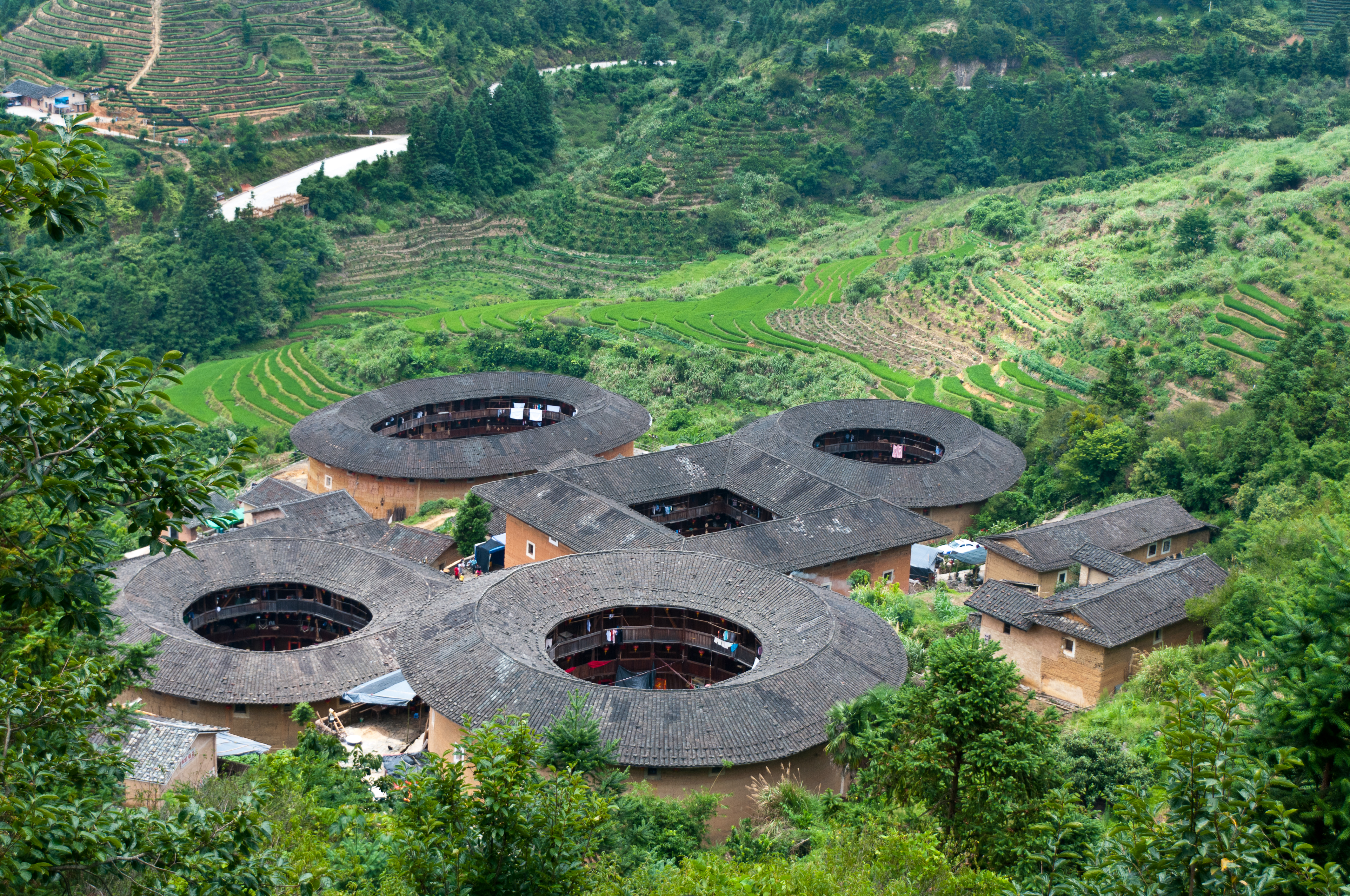
Панорама деревни
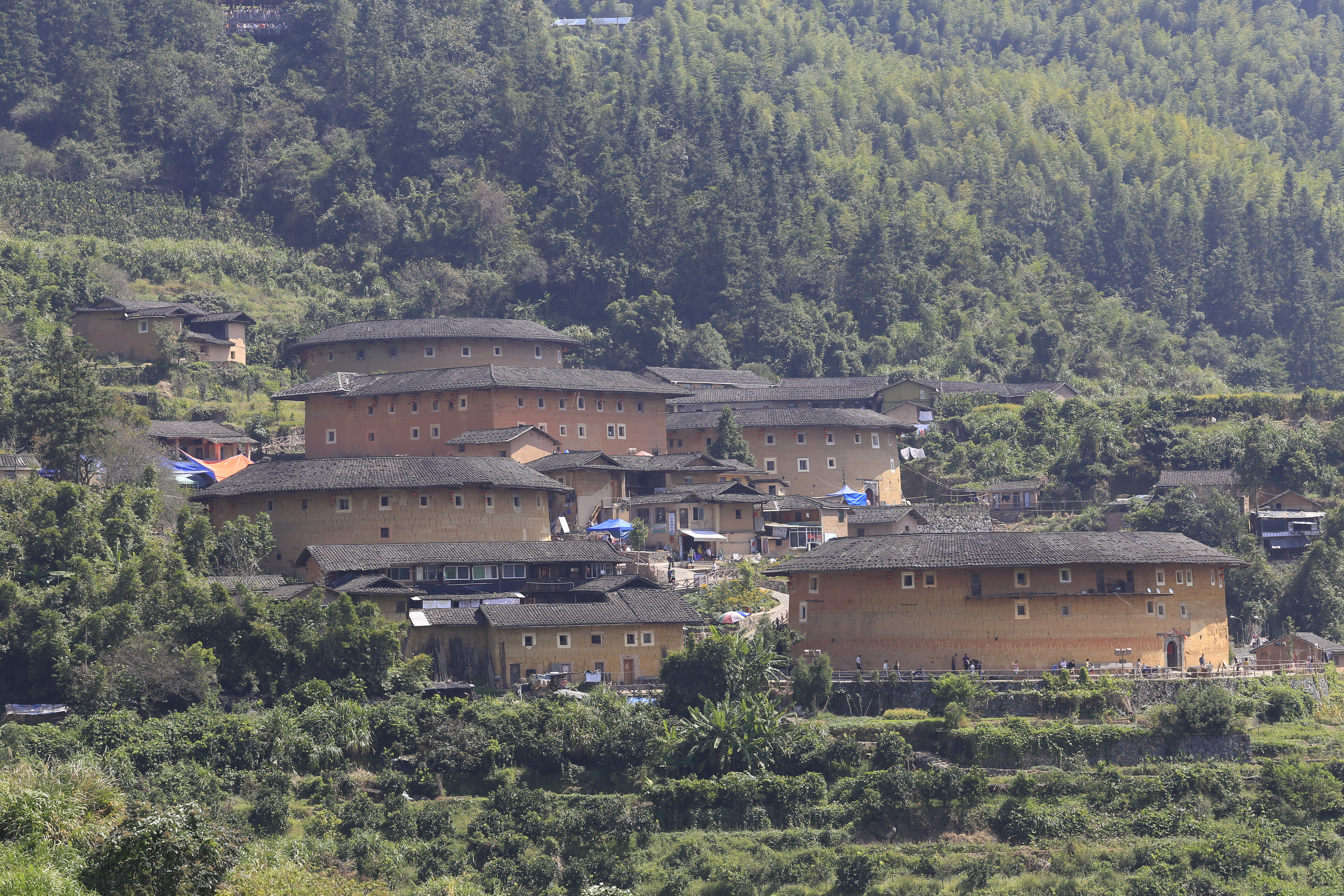
Терассы тулоу
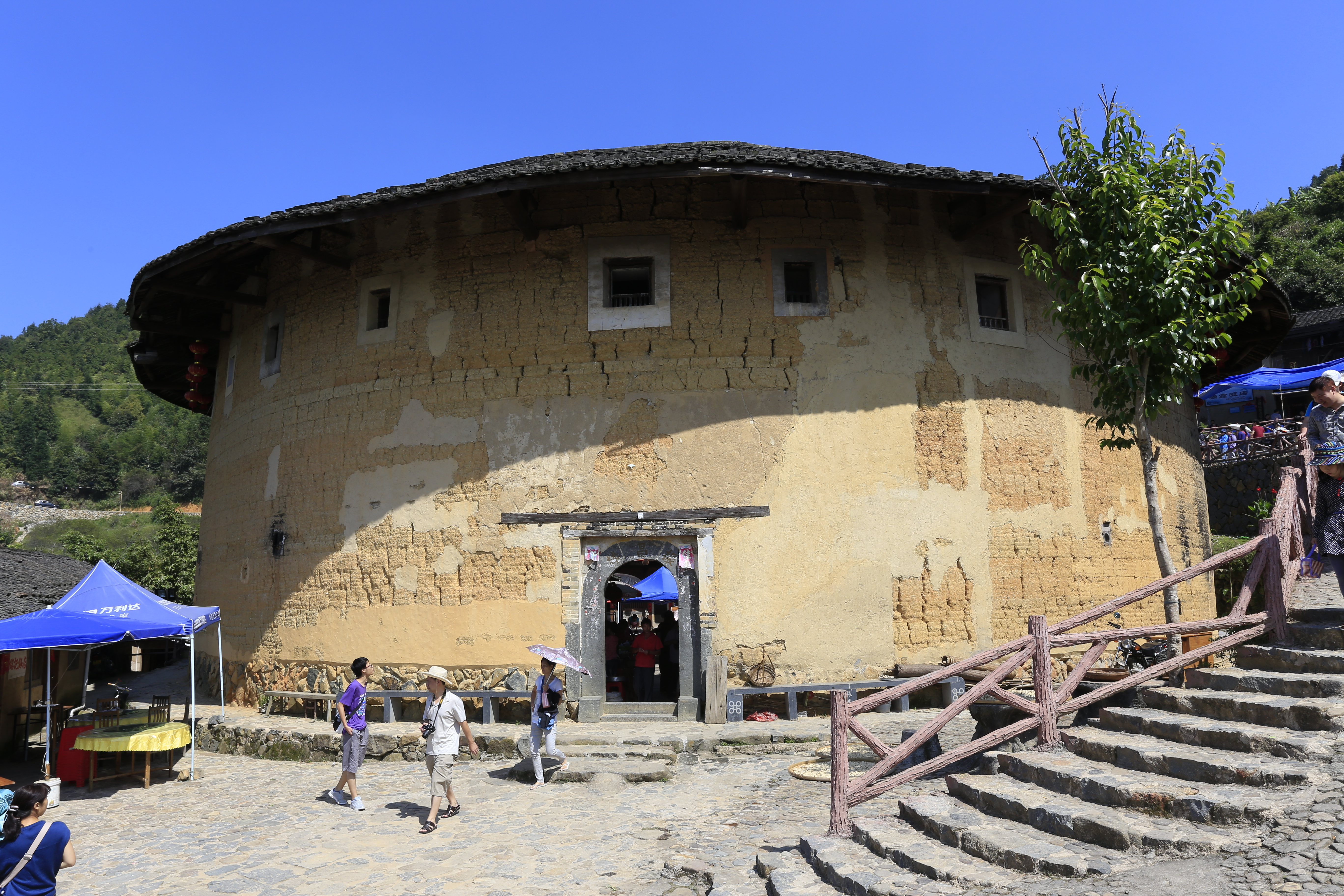
Тулоу снаружи
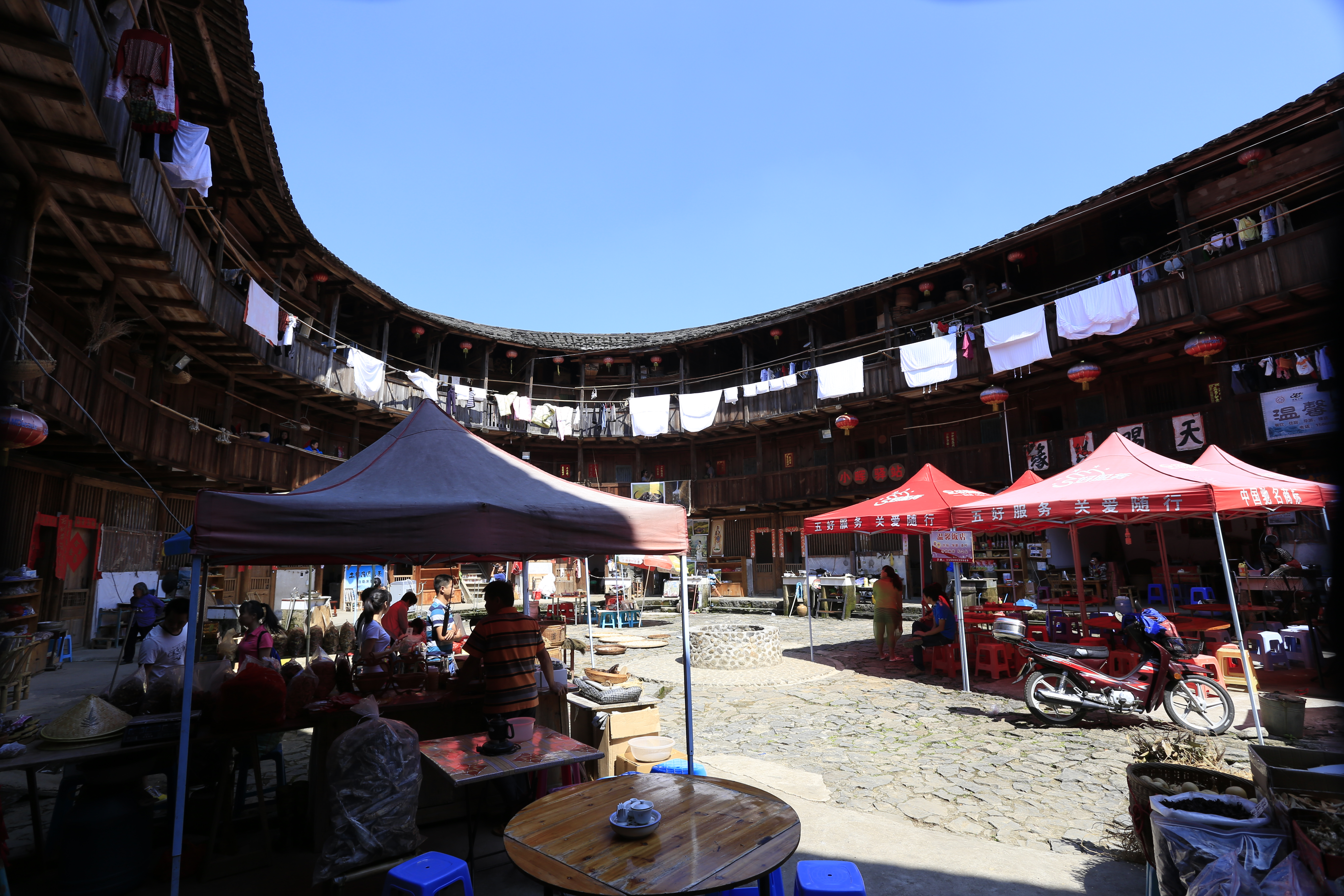
Тулоу внутри
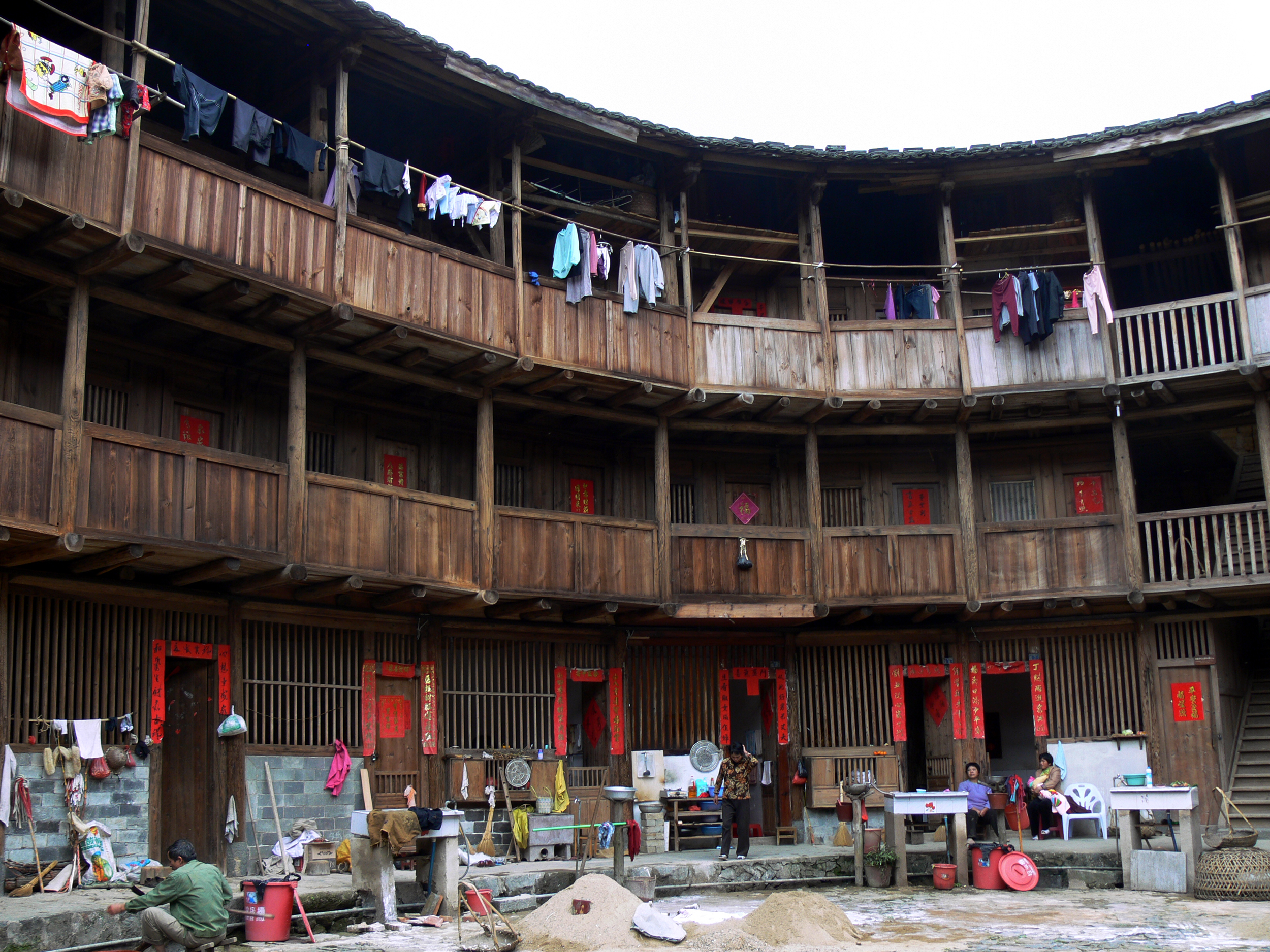
Тулоу внутри

Сябаньляо
- Тулоу снаружи
- Тулоу снаружи
- Тулоу внутри
- Тулоу внутри

Цюйцзян

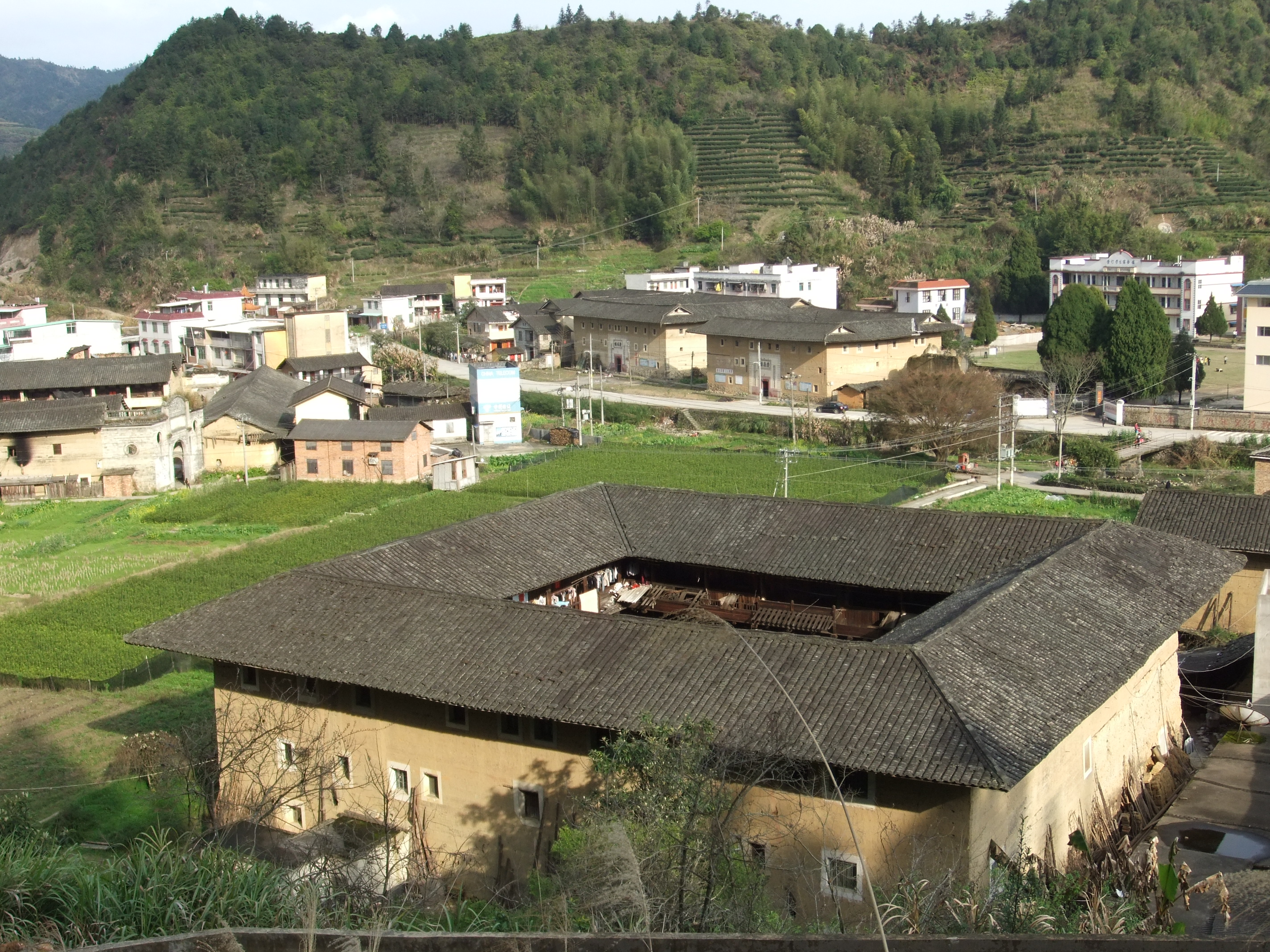
Панорама деревни
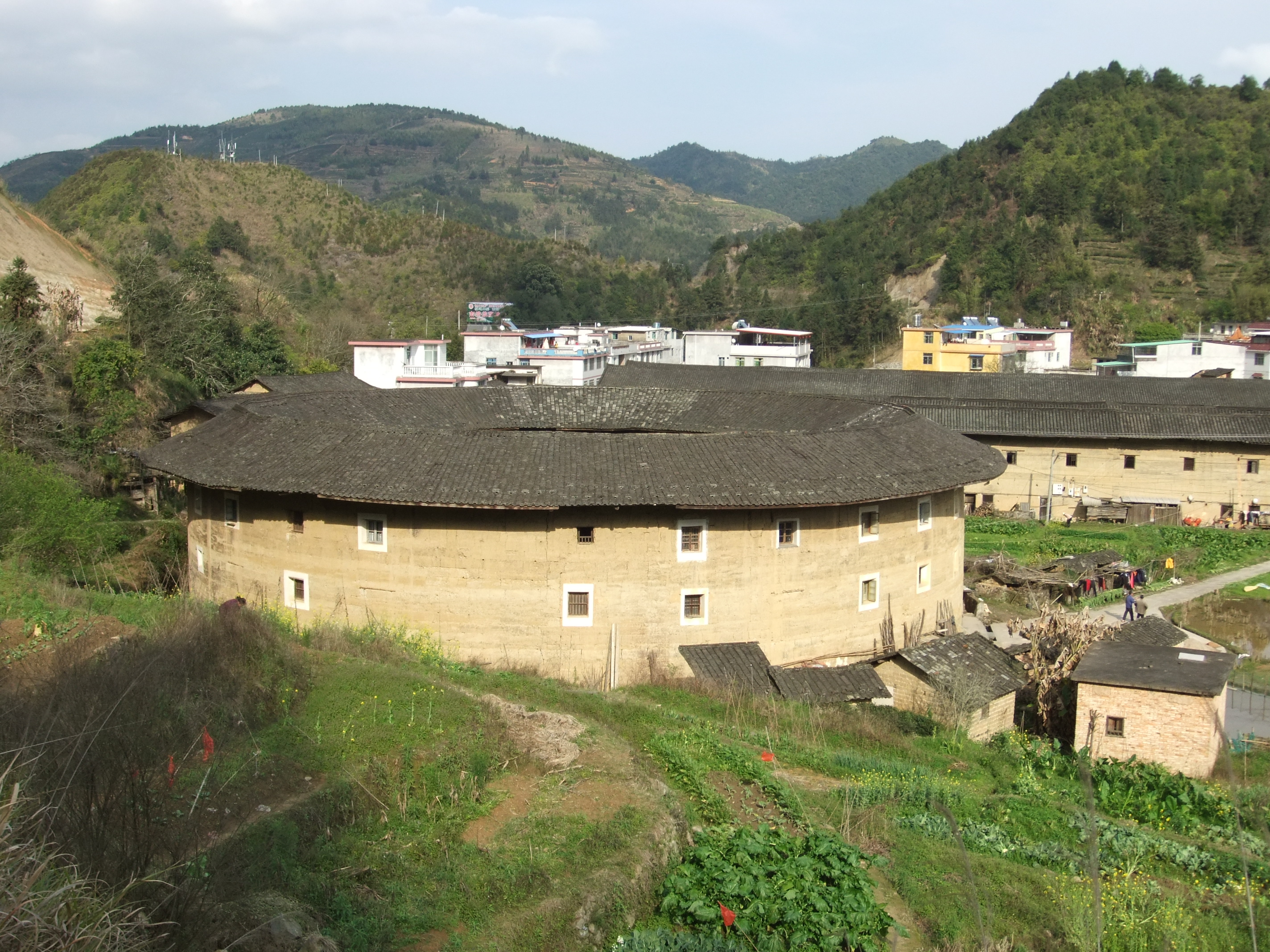
Тулоу снаружи
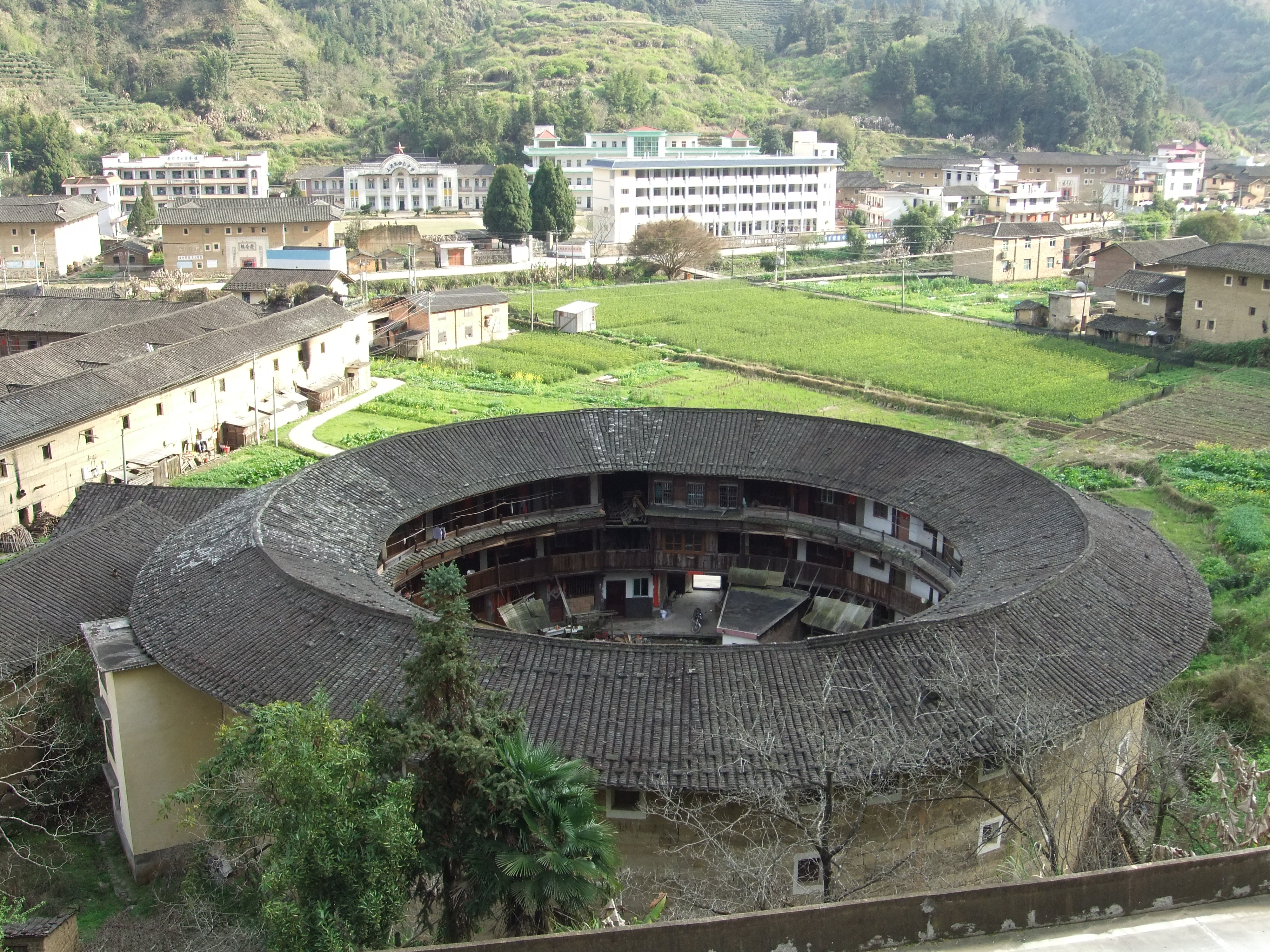
Тулоу сверху
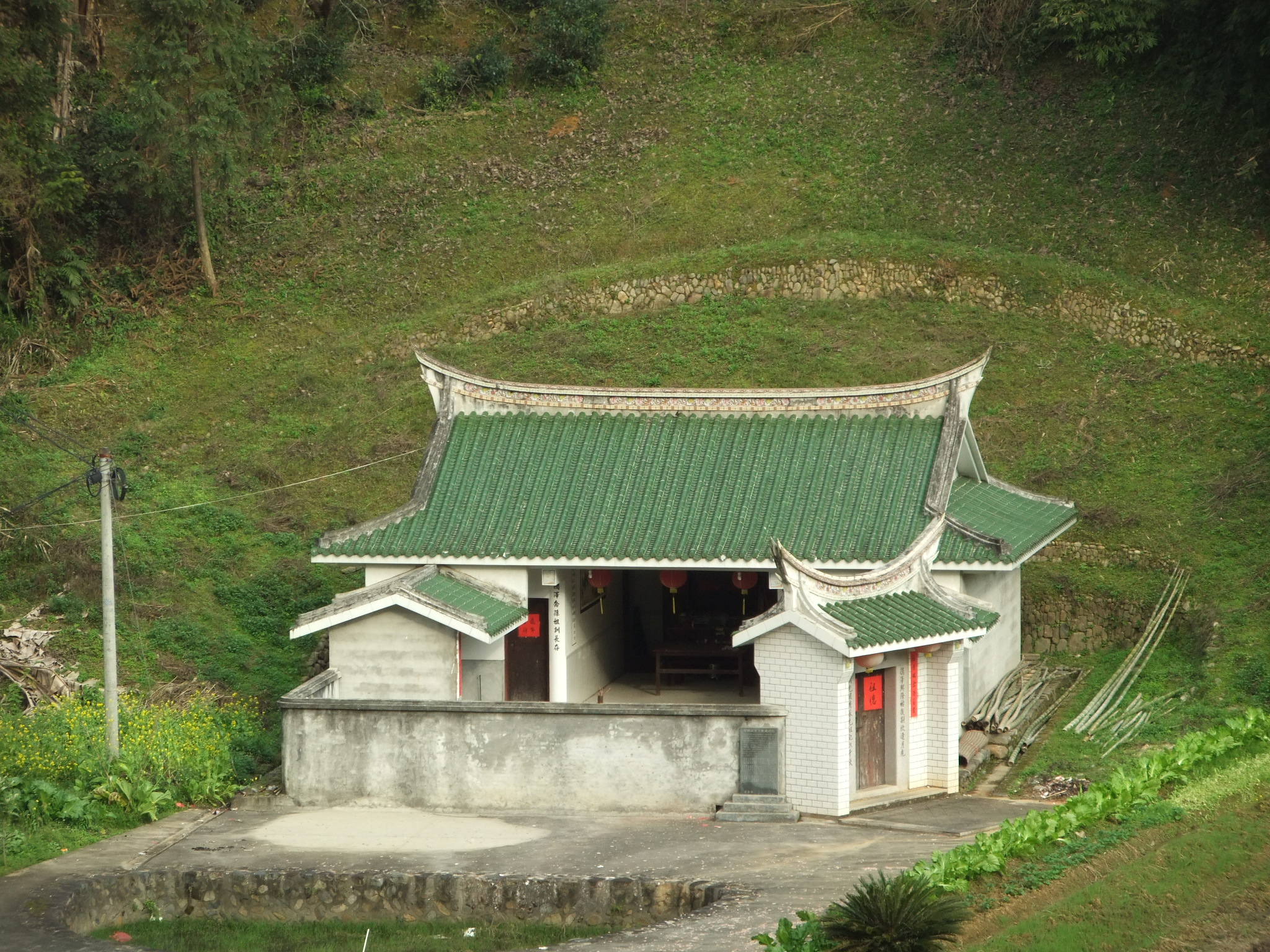
Деревенский храм

Шицяо

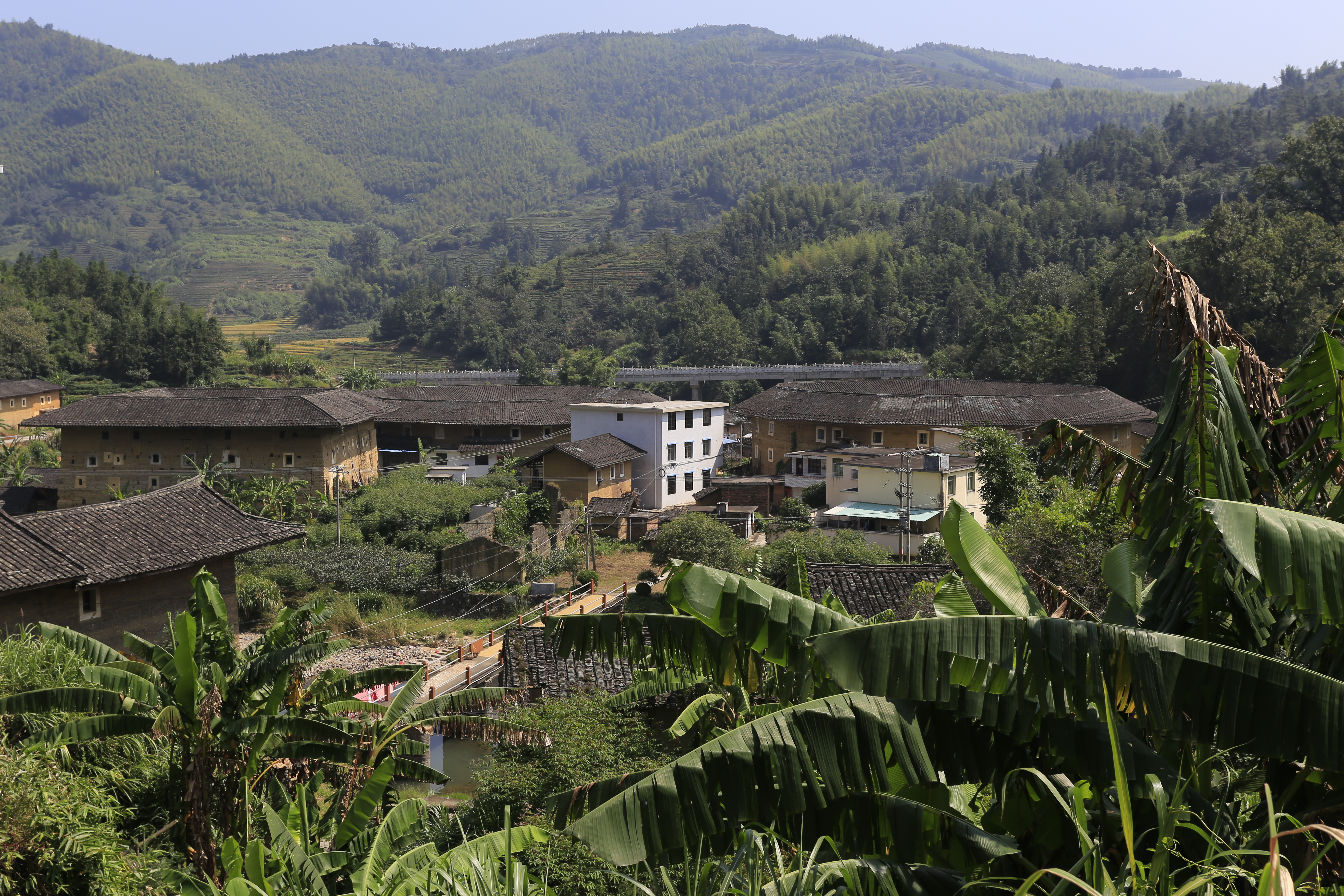
Панорама деревни
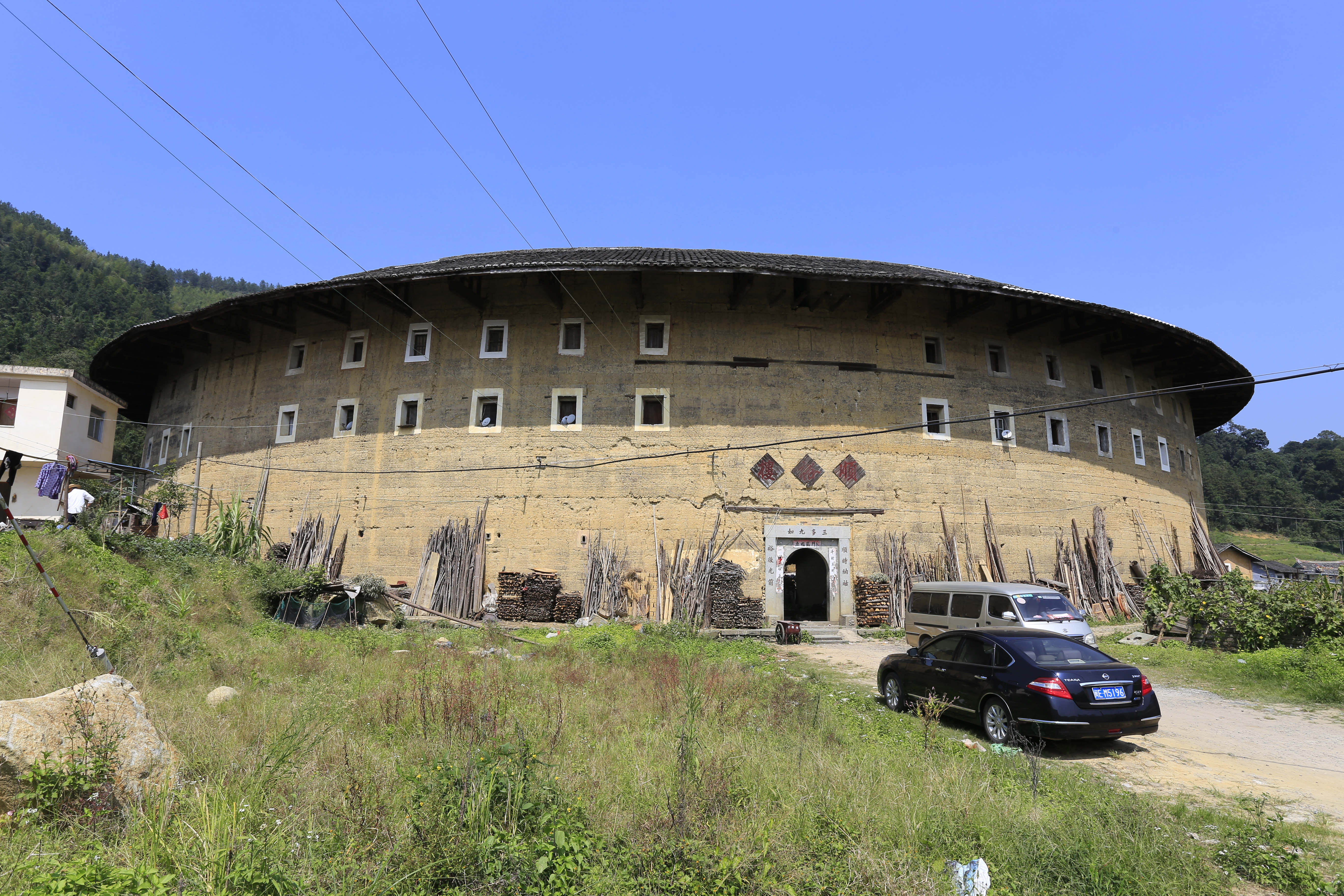
Тулоу снаружи
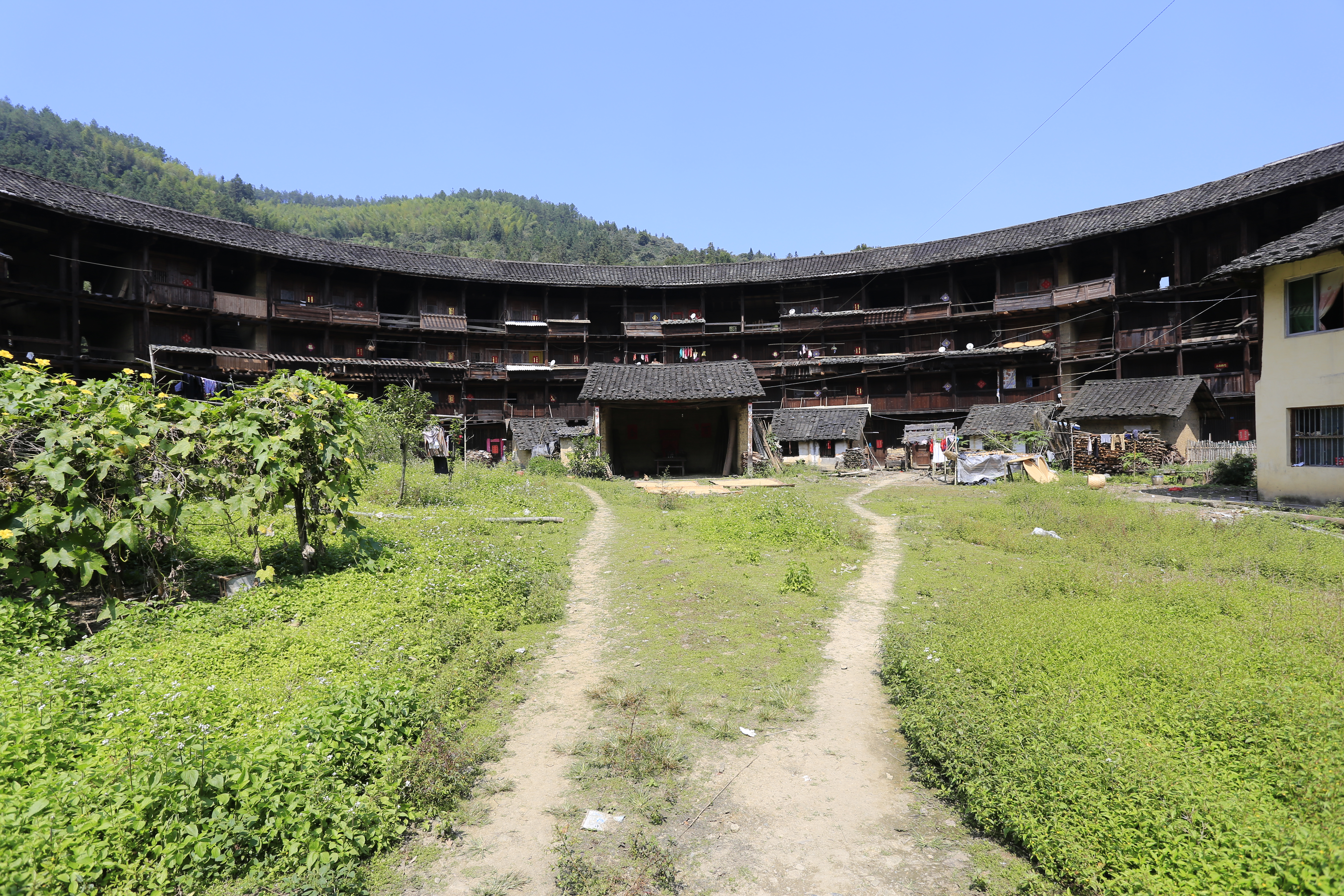
Тулоу внутри
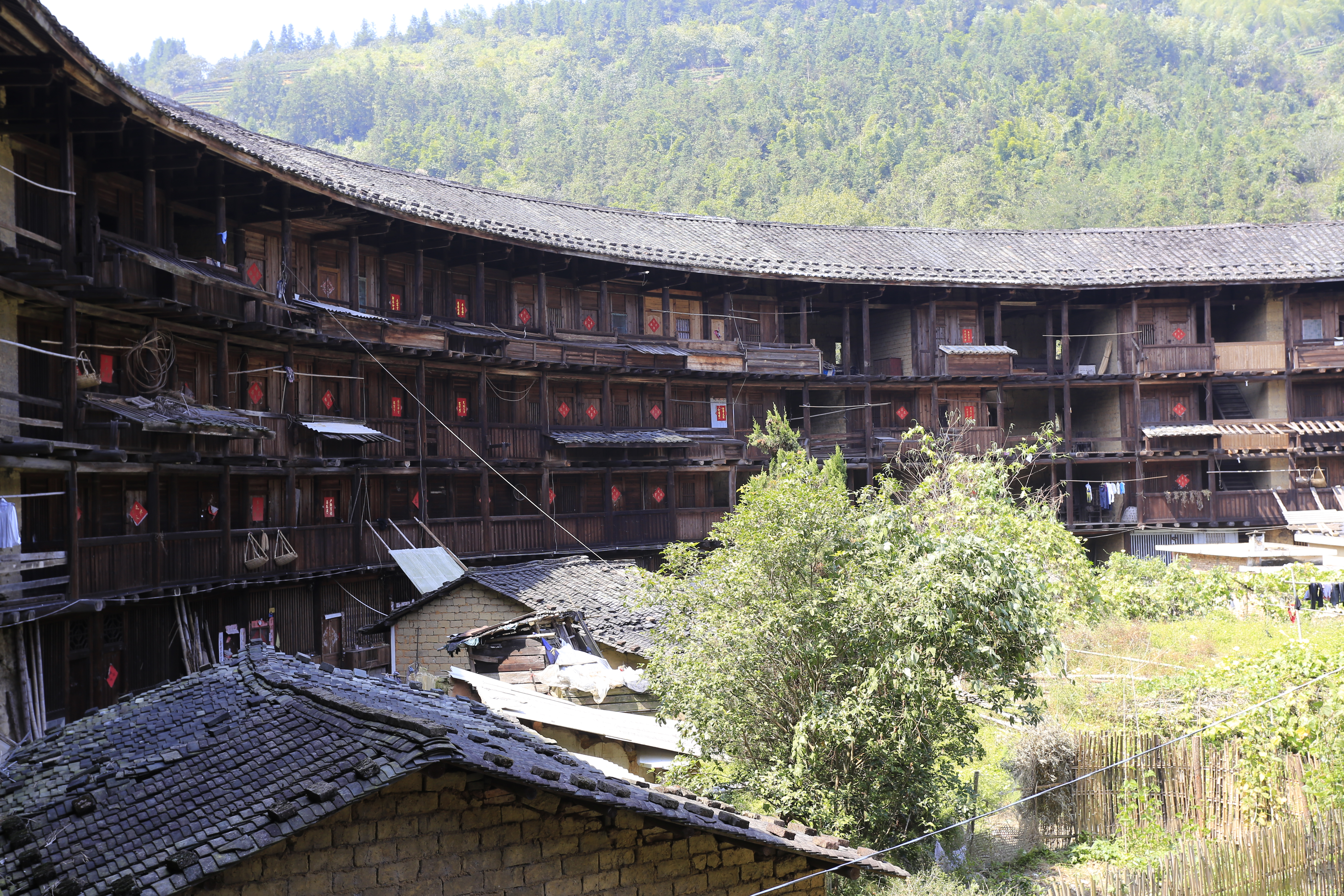
Тулоу внутри
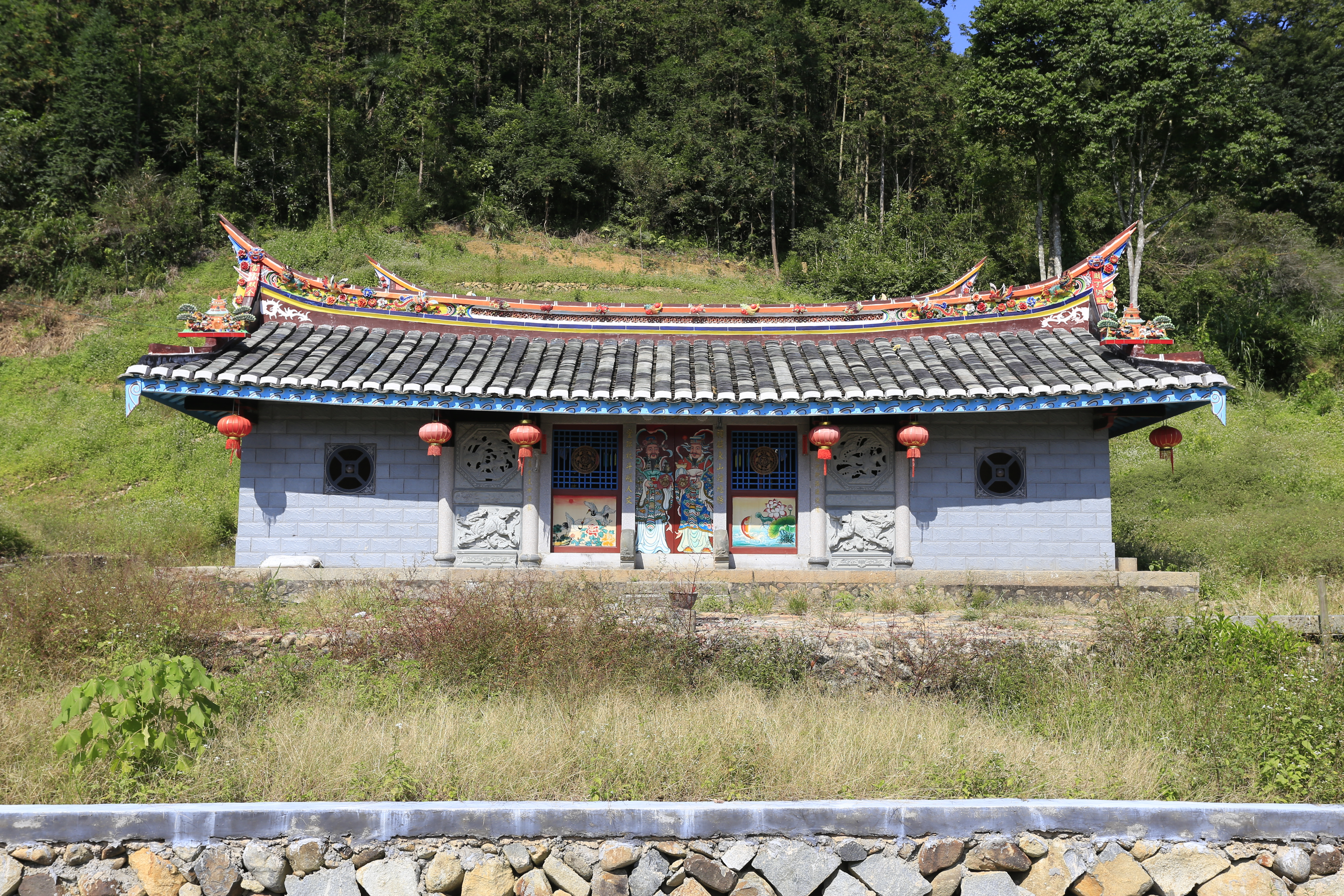
Деревенский храм

Мэйлинь

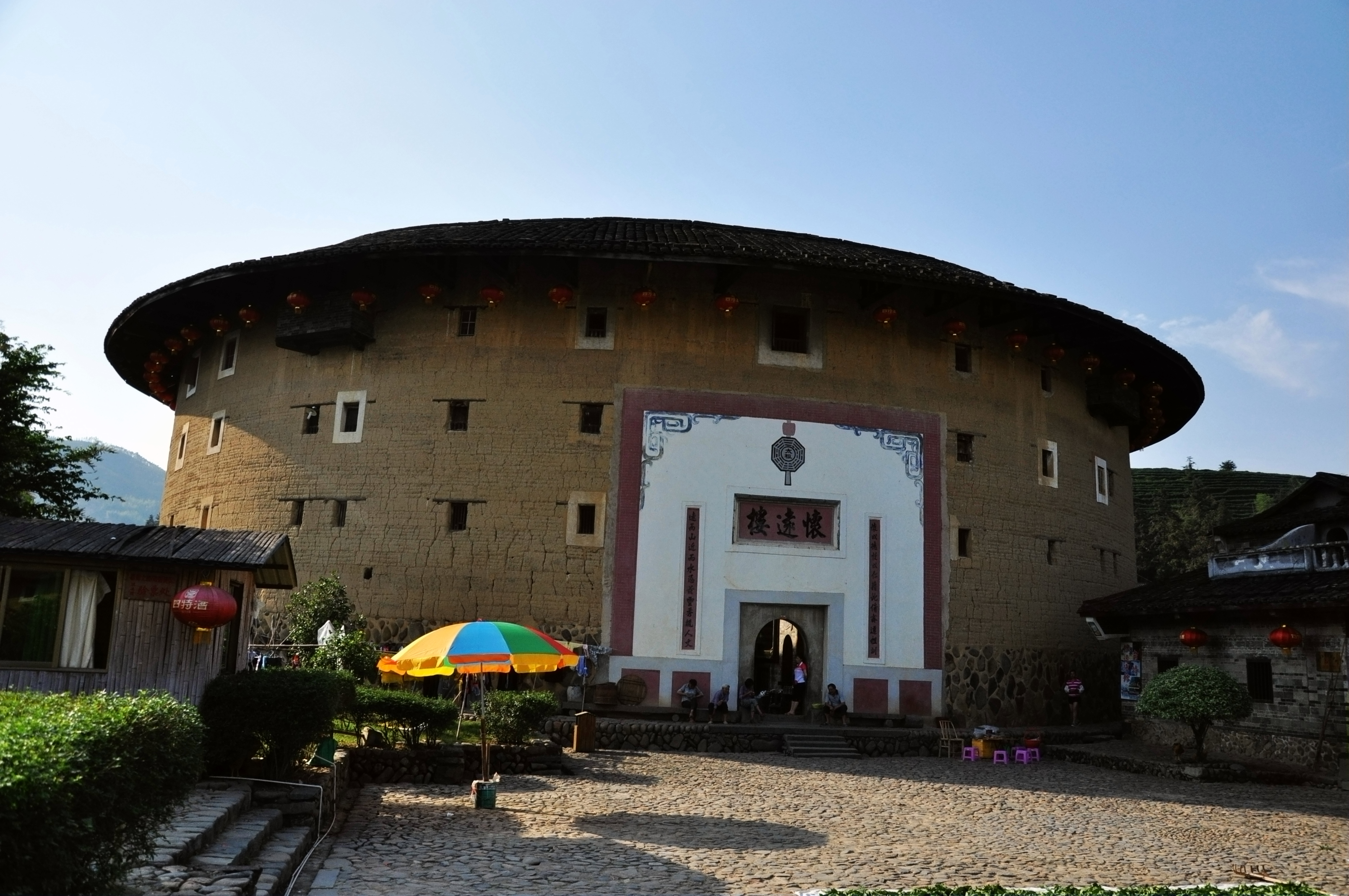
Тулоу снаружи
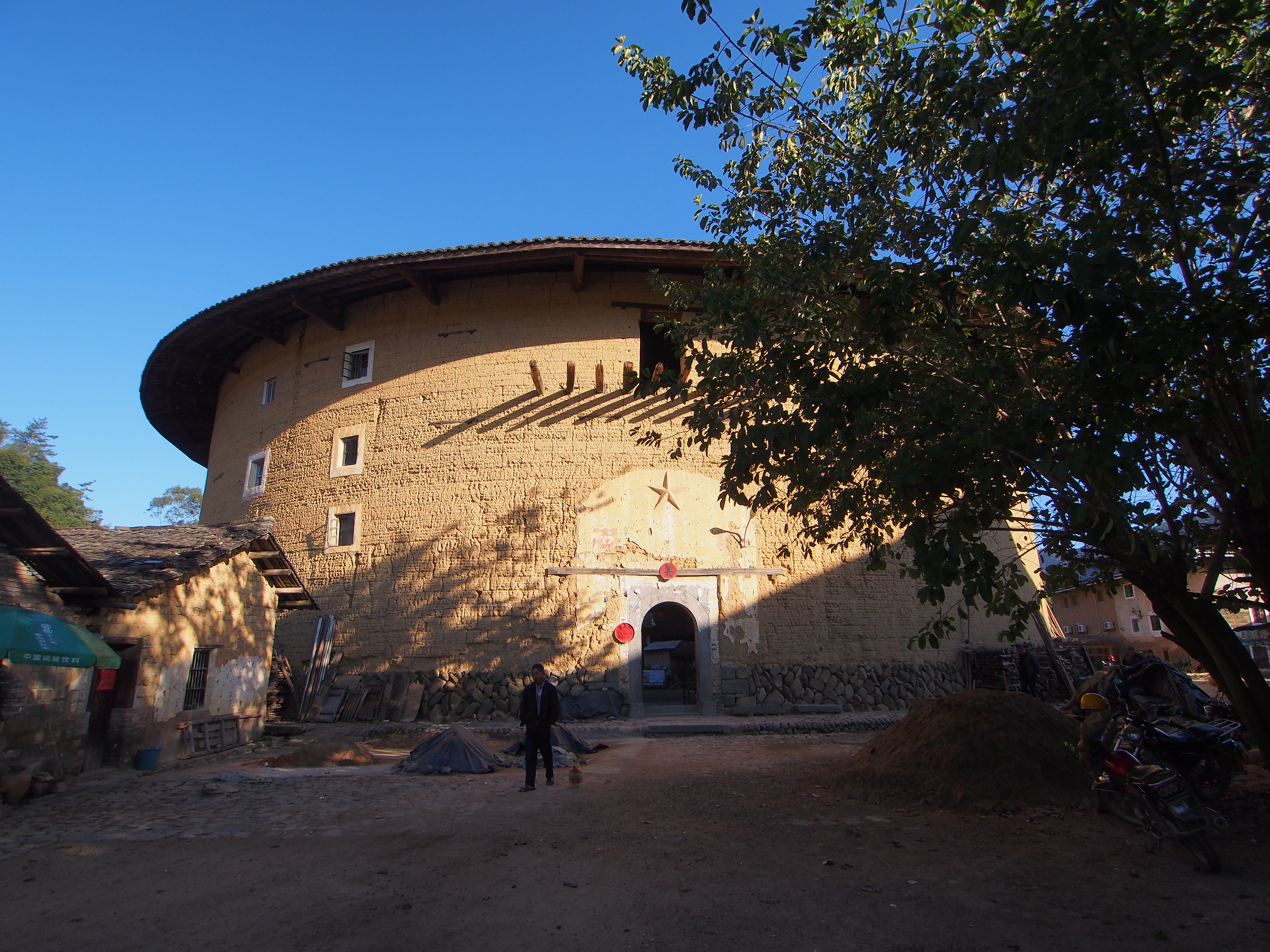
Тулоу снаружи
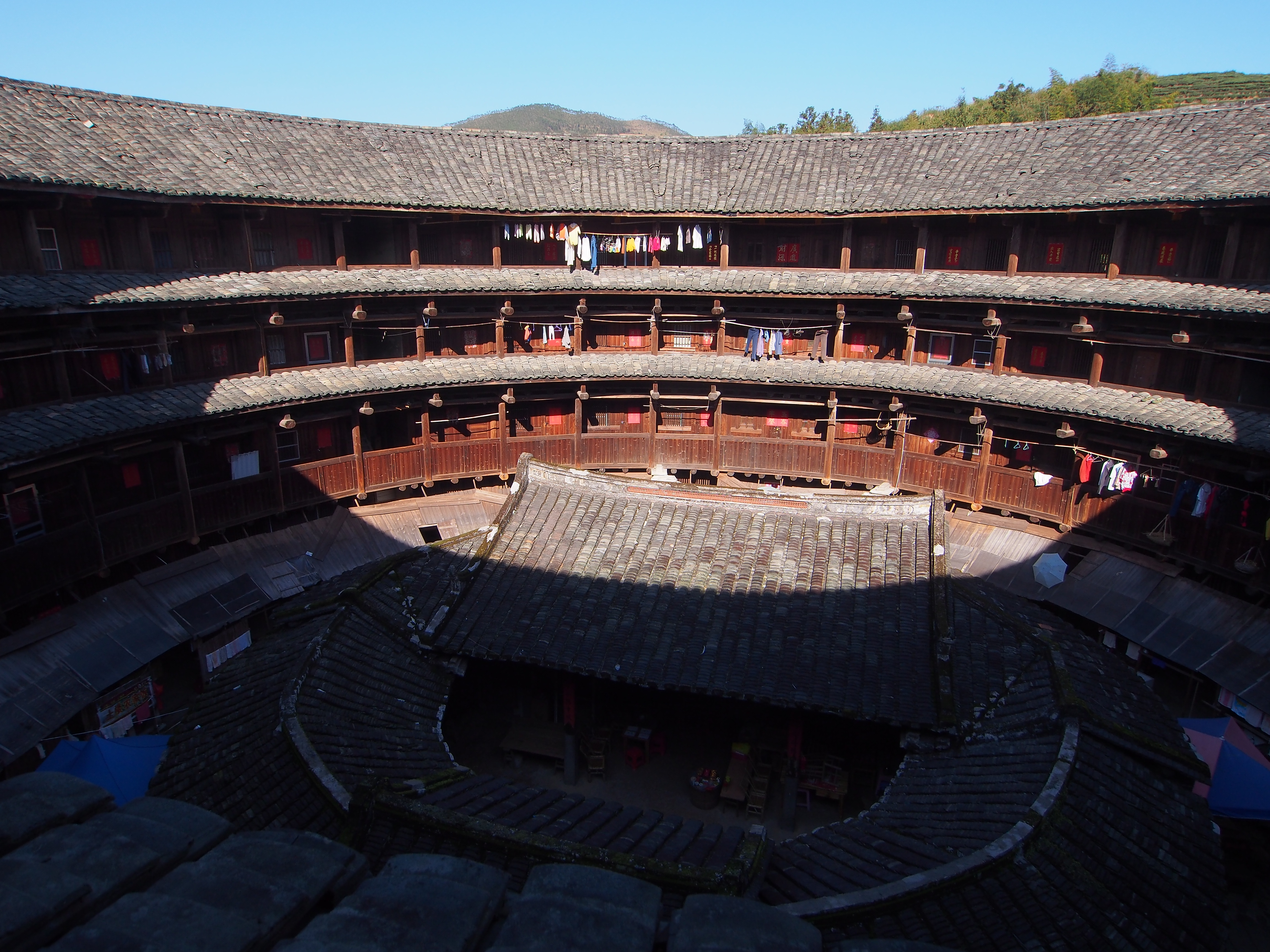
Тулоу внутри
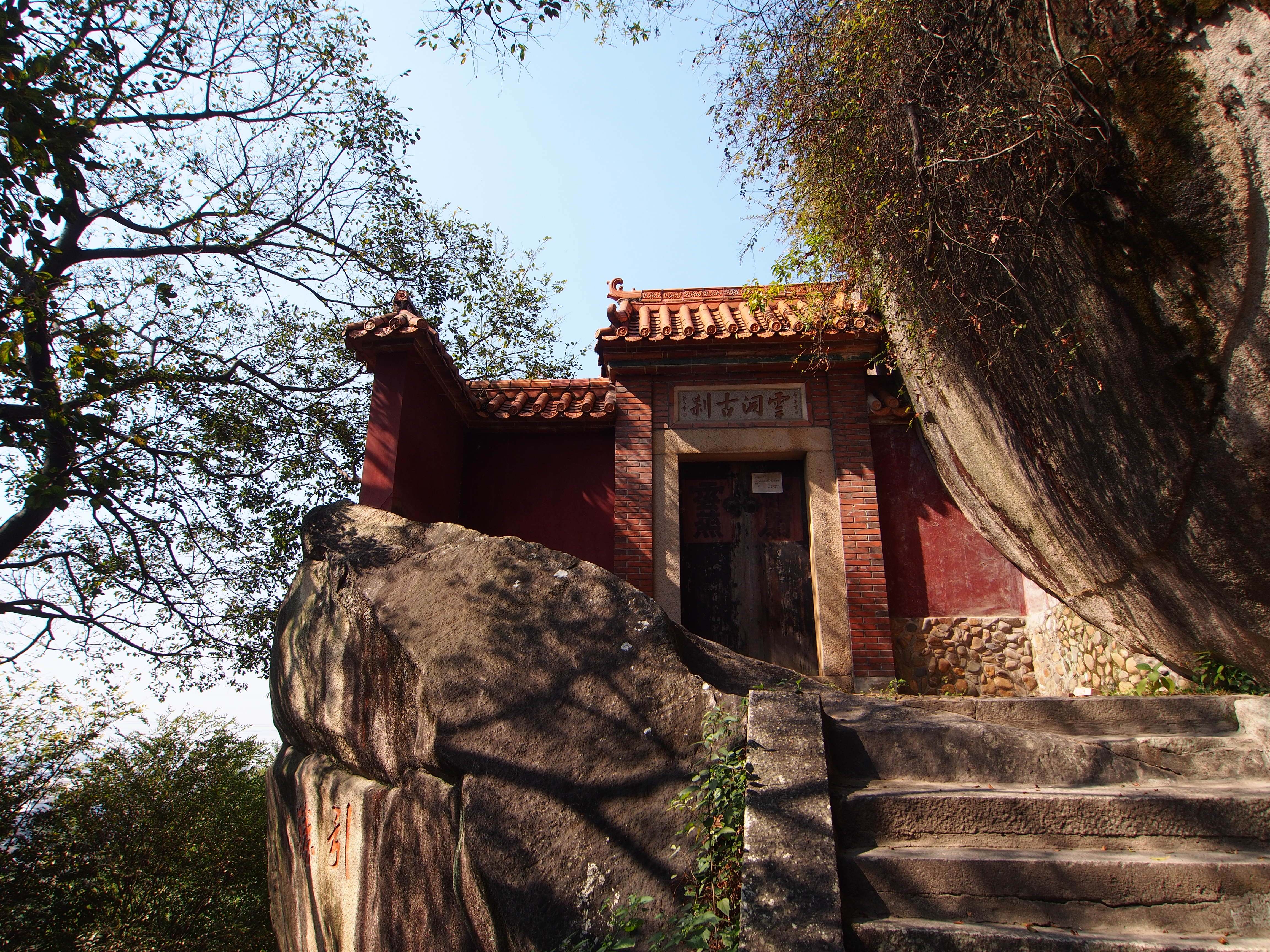
Деревенский храм
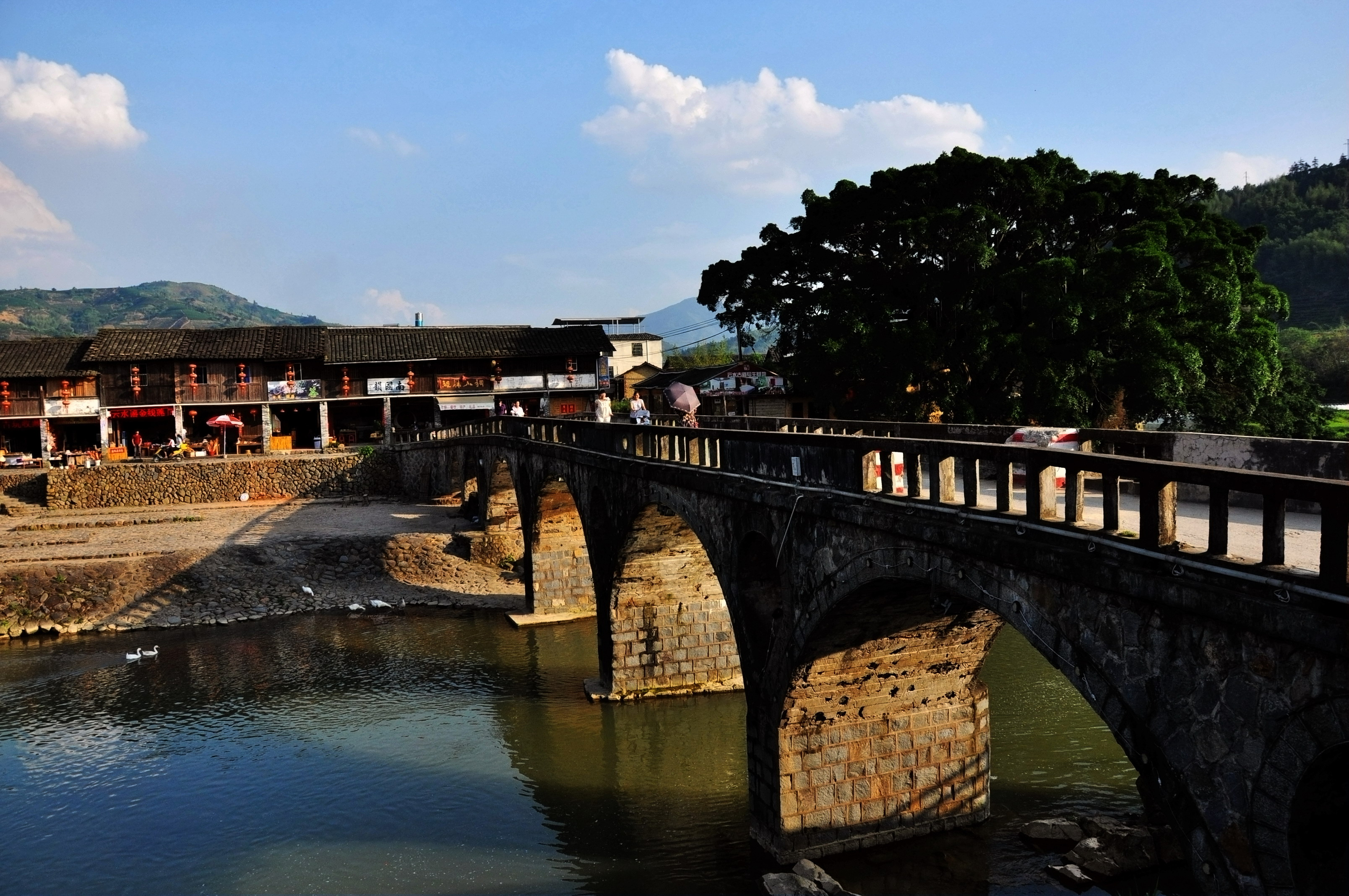
Каменный мост

Кроме тулоу, в деревнях уезда имеется несколько старинных храмов, святилищ и каменных мостов, взятых под охрану китайскими властями.

## Транспорт

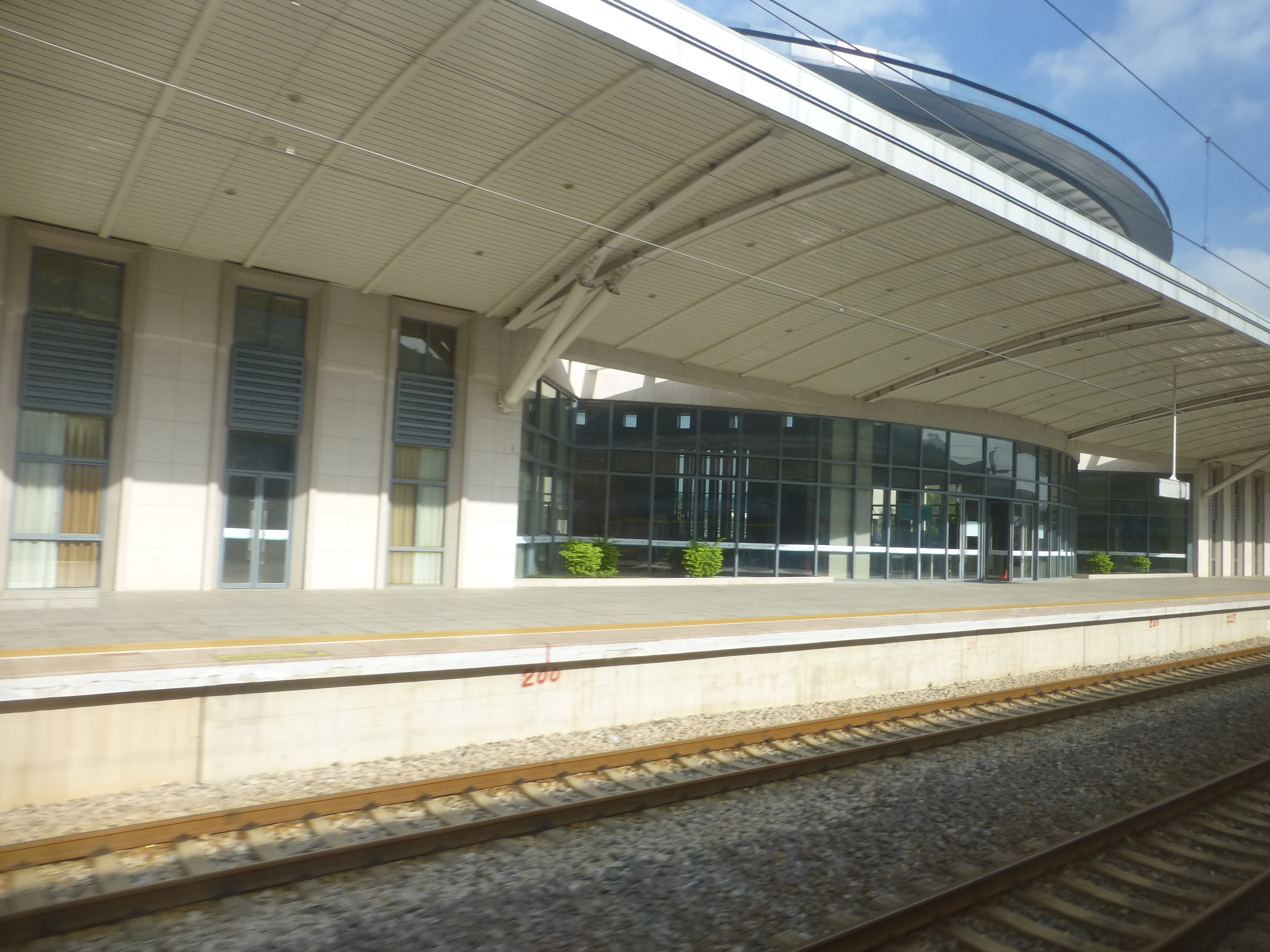
Вокзал Наньцзин

### Железнодорожный
В июне 2012 года введена в эксплуатацию скоростная железная дорога Лунъянь — Сямынь, проходящая через станции Наньцзин (Шаньчэн) и Луншань.

### Автомобильный
Через территорию уезда пролегают скоростные автомагистрали G76 (Сямынь — Чэнду) и G1523 (Нинбо — Дунгуань), а также несколько шоссе провинциального значения. Посёлок Шаньчэн связан регулярным автобусных сообщением с городами Чжанчжоу и Сямынь.

### Речной
Судоходство развито в юго-восточной части уезда, по реке Цзюлун, через Чжанчжоу до Сямыня.